# Списак шетњи свемиром 2000—2014.
Овај списак садржи све шетње свемиром спроведене од 12. маја 2000. до 22. октобра 2014. године, током којих су космонаути делом или у целости напустили свемирску летелицу.

### Шетње у периоду 2000—2004. г.
Почетак и крај шетње дат је по универзалном времену (УТЦ).

#### Шетње свемиром током 2000. г.
| #    | Свемирска летелица | Учесници | Почетак (УТЦ)             | Крај (УТЦ)                | Трајање          |
| 182. | Мир ПЕ-28 1        | Сергеј Заљотин Александар Калери | 12. мај 2000. 10.44       | 12. мај 2000. 15.36       | 4 сата 52 минута |
| 182. | Мир ПЕ-28 1        | Калери и Заљотин су тестирали средство за поправку оштећења и извршили инспекцију једног од соларних панела модула Квант-1, који није радио како треба. Током панорамске инспекције снимљене су и последње фотографије спољних површина станице Мир.                                                                  |                           |                           |                  |
| 183. | СТС-101 1          | Џејмс Вос Џефри Вилијамс | 22. мај 2000. 01.48       | 22. мај 2000. 08.32       | 6 сати 44 минута |
| 183. | СТС-101 1          | Вос и Вилијамс су извршили инспекцију и причвршћивање америчког теретног крана који служи за транспорт резервних делова (енгл. Orbital Replacement Unit Transfer Device), завршили састављање руског теретног крана названог Стрела, и заменили једну од две комуникационе антене на модулу Јунити.                                                           |                           |                           |                  |
| 184. | СТС-106 1          | Едвард Лу Јуриј Маленченко | 11. септембар 2000. 04.47 | 11. септембар 2000. 11.01 | 6 сати 14 минута |
| 184. | СТС-106 1          | Лу и Маленченко су причврстили електричне каблове који трајно повезују сервисни модул Звезда са остатком МСС, а такође су саставили и причврстили магнетометар који служи као резервни навигациони систем за МСС. |                           |                           |                  |
| 185. | СТС-92 1           | Лирој Чао Вилијам Макартур | 15. октобар 2000. 14.27   | 15. октобар 2000. 20.55   | 6 сати 28 минута |
| 185. | СТС-92 1           | Чао и Макартур су повезали два сета каблова како би се обезбедило напајање грејача и цеви лоцираних на греди станице. Такође су преместили две комуникационе антене и инсталирали кутију са алатом која ће бити коришћена током будућих свемирских шетњи у изградњи МСС.                                              |                           |                           |                  |
| 186. | СТС-92 2           | Мајкл Лопез-Алегрија Питер Висоф | 16. октобар 2000. 14.15   | 16. октобар 2000. 21.22   | 7 сати 7 минута  |
| 186. | СТС-92 2           | Лопез-Алегрија и Висоф инсталирали су адаптер за спајање под притиском (енгл. Pressurized Mating Adapter - PMA-3), и припремили су сегмент греде за инсталирање соларних панела. |                           |                           |                  |
| 187. | СТС-92 3           | Лирој Чао Вилијам Макартур | 17. октобар 2000. 14.30   | 17. октобар 2000. 21.18   | 6 сати 48 минута |
| 187. | СТС-92 3           | Чао и Макартур инсталирали су два претварача на сегмент греде. Такође су реконфигурисали каблове који воде ка адаптеру PMA-3, и инсталирали су кутију за складиштење алата на сегмент греде. |                           |                           |                  |
| 188. | СТС-92 4           | Мајкл Лопез-Алегрија Питер Висоф | 18. октобар 2000. 15.00   | 18. октобар 2000. 21.56   | 6 сати 56 минута |
| 188. | СТС-92 4           | Лопез-Алегрија и Висоф уклонили су плочу за хватање роботском руком са сегмента греде, распаковали су фиоке са опремом овог сегмента, резе механизма за ручно спајање су отворене, а након тога су демонстрирали могућности система (енгл. Simplified Aid for EVA Rescue).                                                                         |                           |                           |                  |
| 189. | СТС-97 1           | Џозеф Танер Карлос Норијега | 3. децембар 2000. 18.35   | 4. децембар 2000. 02.08   | 7 сати 33 минута |
| 189. | СТС-97 1           | Танер и Норијега спојили су са сегментом греде, и припремили су соларне панеле за отварање. Такође су извршили потребне припреме радијатора пред покретање система за напајање станице електричном енергијом. |                           |                           |                  |
| 190. | СТС-97 2           | Џозеф Танер Карлос Норијега | 5. децембар 2000. 17.21   | 5. децембар 2000. 23.58   | 6 сати 37 минута |
| 190. | СТС-97 2           | Танер и Норијега конфигурисали су електричне системе станице тако да се користи енергија произведена соларним панелима сегмента. Поред тога, преместили су антену за комуникацију на погодније место и извршили неопходне припреме пред долазак америчке лабораторије Дестини.                                        |                           |                           |                  |
| 191. | СТС-97 3           | Џозеф Танер Карлос Норијега | 7. децембар 2000. 16.13   | 7. децембар 2000. 21.23   | 5 сати 10 минута |
| 191. | СТС-97 3           | Танер и Норијега позиционирали су сонду за мерење потенцијала како би се измерило поље плазме које окружује МСС. Затим су извршили поправке како би боље затегли десни соларни панел, који се није одмотао довољно, а након тога су инсталирали каблове за камере које ће бити монтиране на спољашњост модула Јунити. |                           |                           |                  |

|  |  |  |

#### Шетње свемиром током 2001. г.
| #    | Свемирска летелица  | Учесници | Почетак (УТЦ)            | Крај (УТЦ)               | Трајање          |
| 192. | СТС-98 1            | Томас Џоунс Роберт Курбим | 10. фебруар 2001. 15.50  | 10. фебруар 2001. 23.24  | 7 сати 34 минута |
| 192. | СТС-98 1            | Џоунс и Курбим уклонили су заштитне навлаке и раздвојили су каблове за напајање и расхладу између лабораторије Дестини и орбитера Атлантис, док су је други чланови посаде роботском руком преместили из теретног простора орбитера до модула Јунити Међународне свемирске станице. Курбим и Џоунс су затим спојили електричне и каблове за трансфер података, као и црева расхладног система између лабораторије и остатка станице. Током овог поступка дошло је до малог цурења амонијака из једног од расхладних црева, па је морала да се спроведе деконтаминациона процедура пре повратка двојице астронаута у орбитер.                                                                               |                          |                          |                  |
| 193. | СТС-98 2            | Томас Џоунс Роберт Курбим | 12. фебруар 2001. 15.59  | 12. фебруар 2001. 22.49  | 6 сати 50 минута |
| 193. | СТС-98 2            | Џоунс и Курбим су инсталирали адаптер за спајање шатла на лабораторију Дестини, затим су ставили изолационе навлаке на носаче за које је Дестини била фиксирана током лансирања. Након тога су инсталирали вентил на систем за проток ваздуха кроз лабораторију, ручке и утичнице на спољашњост лабораторије, а затим и плоче за фиксирање роботске руке Канадарм2. |                          |                          |                  |
| 194. | СТС-98 3            | Томас Џоунс Роберт Курбим | 14. фебруар 2001. 14.48  | 14. фебруар 2001. 20.13  | 5 сати 25 минута |
| 194. | СТС-98 3            | Џоунс и Курбим причврстили су резервну комуникациону антену на спољашњост станице, поново проверили да ли су све везе између лабораторије Дестини и модула Јунити довољно чврсте, а затим су скинули везе са расхладних радијатора. Након тога су извршили инспекцију соларних панела који су се налазили на врху станице, и спровели вежбу враћања онеспособљеног члана посаде из отвореног свемира у ваздушну комору орбитера. Ово је била стота свемирска шетња астронаута из САД. |                          |                          |                  |
| 195. | СТС-102 1           | Џејмс Вос Сузан Хелмс | 11. март 2001. 05.12     | 11. март 2001. 14.08     | 8 сати 56 минута |
| 195. | СТС-102 1           | Вос и Хелмс припремили су адаптер за спајање под притиском за премештање са отвора модула Јунити који гледа ка Земљи на отвор са леве стране овог модула, како би се ослободило место за спајање вишенаменског логистичког модула Леонардо, који је конструисала Италијанска свемирска агенција. Такође су из теретног простора Дискаверија преместили екстерни модул на лабораторију Дестини, а затим су инсталирали каблове који омогућавају роботској руци Канадарм2 да се креће по спољашњости лабораторије. Након уласка у ваздушну комору Дискаверија, Вос и Хелмс остали су у приправности уколико дође до проблема у инсталирању адаптера PMA-3. Ово је најдужа свемирска шетња у историји спејс-шатла. |                          |                          |                  |
| 196. | СТС-102 2           | Енди Томас Пол Ричардс | 13. март 2001. 05.23     | 13. март 2001. 11.44     | 6 сати 21 минута |
| 196. | СТС-102 2           | Томас и Ричардс инсталирали су екстерну платформу за складиштење (енгл. External Stowage Platform), на којој ће бити складиштени резервни делови свемирске станице, затим су на њу причврстили резервну пумпу за расхладни систем, и завршили спајање више каблова који су разведени током прве шетње. Такође су извршили инспекцију конектора модула Јунити и једног експеримента који се налазио на спољњем делу овог модула. |                          |                          |                  |
| 197. | СТС-100 1           | Крис Хедфилд Скот Паразински | 22. април 2001. 11.45    | 22. април 2001. 18.55    | 7 сати 10 минута |
| 197. | СТС-100 1           | Хедфилд и Паразински инсталирали су антену ултрависоке фреквенције и роботску руку Канадарм2 коју је конструисала Канадска свемирска агенција. Извршили су спајање каблова како би се роботској руци обезбедило напајање и како би се омогућило да се руком управља из унутрашњости лабораторије Дестини. Хедфилд је постао први астронаут из Канаде који је изашао у отворени свемир. |                          |                          |                  |
| 198. | СТС-100 2           | Крис Хедфилд Скот Паразински | 24. април 2001. 12.34    | 24. април 2001. 20.14    | 7 сати 40 минута |
| 198. | СТС-100 2           | Хедфилд и Паразински су завршили повезивање каблова између роботске руке Канадарм2 и станице, уклонили су првобитну комуникациону антену која више није била потребна, а затим су из теретног простора Дискаверија преместили прекидачку кутију на спољашњост лабораторије Дестини. |                          |                          |                  |
| 199. | МСС Експедиција 2 1 | Јуриј Усачев Џејмс Вос | 8. јун 2001. 14.21       | 8. јун 2001. 14.40       | 0 сати 19 минута |
| 199. | МСС Експедиција 2 1 | Усачев и Вос инсталирали су адаптер за спајање на модул Зарја пред долазак новог руског модула за пристајање Пирс. Ово је до данас једини излазак у отворени свемир спроведен из трансферног дела на предњој страни сервисног модула Звезда. |                          |                          |                  |
| 200. | СТС-104 1           | Мајкл Гернхарт Џејмс Рајли | 15. јул 2001. 03.10      | 15. јул 2001. 09.09      | 5 сати 59 минута |
| 200. | СТС-104 1           | Гернхарт и Рајли помогли су при спајању хипобаричне коморе Квест (енгл. Quest) са МСС, а затим су извршили спајање свих потребних каблова и цеви са остатком станице. |                          |                          |                  |
| 201. | СТС-104 2           | Мајкл Гернхарт Џејмс Рајли | 18. јул 2001. 03.04      | 18. јул 2001. 09.33      | 6 сати 29 минута |
| 201. | СТС-104 2           | Гернхарт и Рајли инсталирали су један од два резервоара са азотом под високим притиском и један од два резервоара са кисеоником под високим притиском на хипобаричну комору Квест, а затим су инсталирали плочу за фиксирање роботске руке и навлаке на неке сегменте новог модула. |                          |                          |                  |
| 202. | STS-104 EVA 3       | Мајкл Гернхарт Џејмс Рајли | 21. јул 2001. 04.35      | 21. јул 2001. 08.37      | 4 сата 02 минута |
| 202. | STS-104 EVA 3       | Ово је први излазак у отворени свемир спроведен из хипобаричне коморе Квест. Гернхарт и Рајли инсталирали су други резервоар са азотом под високим притиском и други резервоар са кисеоником под високим притиском на спољашњост коморе Квест. Након што су завршили са инсталацијом ових резервоара, Гернхарт и Рајли имали су слободно време за фотографисање у околини новог сегмента станице. |                          |                          |                  |
| 203. | СТС-105 1           | Данијел Бери Патрик Форестер | 16. август 2001. 13.58   | 16. август 2001. 20.14   | 6 сати 16 минута |
| 203. | СТС-105 1           | Бери и Форестер инсталирали су опрему за сервисирање расхладног система станице на сегмент греде, уклонили су наслон за стопала, а затим су поставили 1 и 2 (енгл. ) експерименте на спољашњост коморе Квест. |                          |                          |                  |
| 204. | СТС-105 2           | Данијел Бери Патрик Форестер | 18. август 2001. 13.42   | 18. август 2001. 19.11   | 5 сати 29 минута |
| 204. | СТС-105 2           | Бери и Форестер поставили су каблове за грејање и рукохвате на спољашњост лабораторије Дестини. |                          |                          |                  |
| 205. | МСС Експедиција 3 1 | Владимир Дежуров Михаил Тјурин | 8. октобар 2001. 14.24   | 8. октобар 2001. 19.22   | 4 сата 58 минута |
| 205. | МСС Експедиција 3 1 | Дежуров и Тјурин монтирали су каблове између модула Пирс и сервисног модула Звезда како би се омогућила радио-комуникација између руског и америчког дела станице током свемирских шетњи. Космонаути су такође поставили рукохвате и мердевине на спољашњост модула Пирс како би се олакшао излазак и кретање космонаута по спољашњости руског сегмента станице током свемирских шетњи. На крају су оспособили и руски кран Стрела. |                          |                          |                  |
| 206. | МСС Експедиција 3 2 | Владимир Дежуров Михаил Тјурин | 15. октобар 2001. 09.17  | 15. октобар 2001. 15.08  | 5 сати 51 минут  |
| 206. | МСС Експедиција 3 2 | Дежуров и Тјурин поставили су руски комерцијални експеримент на спољашњост модула Пирс. |                          |                          |                  |
| 207. | МСС Експедиција 3 3 | Владимир Дежуров, Френк Калбертсон | 12. новембар 2001. 21.41 | 13. новембар 2001. 02.46 | 5 сати 05 минута |
| 207. | МСС Експедиција 3 3 | Дежуров и Калбертсон извршили су спајање каблова на спољашњости модула Пирс који су били део аутоматског система за пристајање КУРС. Затим су извршили проверу раније монтираног руског крана Стрела и фотографисали део соларног панела на сервисном модулу Звезда који се није потпуно отворио. |                          |                          |                  |
| 208. | МСС Експедиција 3 4 | Владимир Дежуров Михаил Тјурин | 3. децембар 2001. 13.20  | 3. децембар 2001. 16.06  | 2 сата 46 минута |
| 208. | МСС Експедиција 3 4 | Дежуров и Тјурин уклонили су препреке које су спречиле аутоматски брод за снабдевање Прогрес да се у потпуности споји са МСС, а затим су детаљно фотографисали настале крхотине и делове механизма за спајање. |                          |                          |                  |
| 209. | СТС-108 1           | Линда Гудвин Данијел Тани | 10. децембар 2001. 17.52 | 10. децембар 2001. 22.04 | 4 сата 12 минута |
| 209. | СТС-108 1           | Гудвин и Тани поставили су изолационе навлаке око два бета лежаја механизма који ротира крила соларних панела, а затим су извршили припреме за свемирске шетње које ће бити извршене током следеће мисије шатла — СТС-110. |                          |                          |                  |

|  |  |  |  |

#### Шетње свемиром током 2002. г.
| #    | Свемирска летелица  | Учесници | Почетак (УТЦ)            | Крај (УТЦ)               | Трајање          |
| 210. | МСС Експедиција 4 1 | Јуриј Онуфријенко Карл Волц | 14. јануар 2002. 20.59   | 15. јануар 2002. 03.02   | 6 сати 3 минута  |
| 210. | МСС Експедиција 4 1 | Онуфријенко и Волц преместили су део руског теретног крана Стрела са адаптера за спајање под притиском на спољашњост модула за пристајање Пирс, а затим су поставили антену за радио-аматере на задњи крај сервисног модула Звезда. |                          |                          |                  |
| 211. | МСС Експедиција 4 2 | Јуриј Онуфријенко Данијел Бурш | 25. јануар 2002. 15.19   | 25. јануар 2002. 21.18   | 5 сати 59 минута |
| 211. | МСС Експедиција 4 2 | Онуфријенко и Бурш поставили су шест штитова у околини погонских млазница сервисног модула Звезда, инсталирали су другу антену за радио-аматере, поставили четири експеримента и заменили уређај који прикупља информације о саставу материјала који излази из млазница погонског система. |                          |                          |                  |
| 212. | МСС Експедиција 4 3 | Карл Волц Данијел Бурш | 20. фебруар 2002. 11.38  | 20. фебруар 2002. 17.25  | 5 сати 47 минута |
| 212. | МСС Експедиција 4 3 | Волц и Бурш извршили су испитивања коморе Квест и извршили припреме пред четири свемирске шетње које ће бити спроведене из ове коморе током мисије шатла СТС-110. Ово је први излазак у отворени свемир из хипобаричне коморе Квест а да спејс-шатл није био спојен са МСС. |                          |                          |                  |
| 213. | СТС-109 1           | Џон Грансфелд Риџард Линехан | 4. март 2002. 06.37      | 4. март 2002. 13.38      | 7 сати 1 минут   |
| 213. | СТС-109 1           | Грансфелд и Линехан скинули су стари соларни панел са десне стране телескопа Хабл и заменили га новим, мањим и ефикаснијим соларним панелом треће генерације. Стари соларни панел упакован је у теретни простор шатла Колумбија како би се вратио на Земљу. |                          |                          |                  |
| 214. | СТС-109 2           | Џим Њумен Мајкл Масимино | 5. март 2002. 06.40      | 5. март 2002. 13.56      | 7 сати 16 минута |
| 214. | СТС-109 2           | Њумен и Масимино скинули су стари соларни панел са леве стране телескопа Хабл и заменили га новим. Соларни панел је упакован у теретни простор Колумбије за повратак на Земљу. Астронаути су затим заменили механизам са реакционим точковима (енгл. Reaction Wheel Assembly). |                          |                          |                  |
| 215. | СТС-109 3           | Џон Грансфелд Риџард Линехан | 6. март 2002. 08.28      | 6. март 2002. 15.16      | 6 сати 48 минута |
| 215. | СТС-109 3           | Излазак у свемир одлаган је два сата због цурења воде унутар Грансфелдовог одела. Стара јединица за напајање (енгл. Power Control Unit) телескопа Хабл уклоњена је и спакована у теретни простор шатла. Нова јединица веће снаге постављена је како би се ускладила са новим, јачим, соларним панелима. |                          |                          |                  |
| 216. | СТС-109 4           | Џим Њумен Мајкл Масимино | 7. март 2002. 09.00      | 7. март 2002. 16.30      | 7 сати 30 минута |
| 216. | СТС-109 4           | Њумен и Масимино демонтирали су камеру за бледе објекте (енгл. Faint Object Camera) са задњег краја телескопа Хабл и заменили је напредном камером за надгледање (енгл. Advanced Camera for Surveys). Након што су стару камеру спаковали у теретни простор за повратак на Земљу, у телескоп су уградили помоћни електронски модул (енгл. Electronic Support Module). |                          |                          |                  |
| 217. | СТС-109 5           | Џон Грансфелд Риџард Линехан | 8. март 2002. 08.46      | 8. март 2002. 16.06      | 7 сати 20 минута |
| 217. | СТС-109 5           | Линехан и Грансфелд уградили су експериментални криогени хладњак за инструмент (енгл. Near Infrared Camera and Multi-Object Spectrometer) и повезали га са помоћним електронским модулом који је уграђен дан раније. Затим су астронаути поставили радијатор расхладног система на спољашњост телескопа и повезали га са инструментом. |                          |                          |                  |
| 218. | СТС-110 1           | Стивен Смит Рекс Валхајм | 11. април 2002. 14.36    | 11. април 2002. 22.24    | 7 сати 48 минута |
| 218. | СТС-110 1           | Смит и Валхајм су започели монтажу сегмента греде на лабораторију Дестини, повезали су каблове за напајање и комуникацију између греде и лабораторије и уградили два попречна подупирача којима је овај сегмент греде трајно везан са лабораторијом Дестини. |                          |                          |                  |
| 219. | СТС-110 2           | Џери Рос Ли Морин | 13. април 2002. 14.09    | 13. април 2002. 21.39    | 7 сати 30 минута |
| 219. | СТС-110 2           | Рос и Морин наставили су монтажу сегмента завршавајући повезивање свих каблова и цеви између греде и станице, и уградњом још два попречна подупирача. |                          |                          |                  |
| 220. | СТС-110 3           | Стивен Смит Рекс Валхајм | 14. април 2002. 13.48    | 14. април 2002. 20.15    | 6 сати 27 минута |
| 220. | СТС-110 3           | Смит и Валхајм уклонили су канџу која је привремено држала сегмент греде у месту, уградили су конекторе које ће користити роботска рука Канадарм2 приликом маневрисања по греди, уклонили су везе које су држале мобилни транспортер у месту и мали термални прекривач са радијатора мобилног транспортера. |                          |                          |                  |
| 221. | СТС-110 4           | Џери Рос Ли Морин | 16. април 2002. 14.29    | 16. април 2002. 21.06    | 6 сати 37 минута |
| 221. | СТС-110 4           | Рос и Морин намонтирали су подупирач који астронаути користе при изласку у отворени свемир за прелазак од хипобаричне коморе Квест до греде станице. Затим су уградили рукохвате на сегмент, део екстерне платформе и два рефлектора за осветљење спољашњости станице. |                          |                          |                  |
| 222. | СТС-111 1           | Френклин Ченг-Дијаз Филип Перин | 9. јун 2002. 15.27       | 9. јун 2002. 22.41       | 7 сати 14 минута |
| 222. | СТС-111 1           | Ченг-Дијаз и Перин уградили су панел за напајање и пренос података на сегмент греде, затим су скинули панел за заштиту од крхотина из теретног простора орбитера Ендевор и привремено га ставили на адаптер PMA-1. Након тога су скинули термалне навлаке са мобилне базе која ће бити монтирана на мобилни транспортер греде. |                          |                          |                  |
| 223. | СТС-111 2           | Френклин Ченг-Дијаз Филип Перин | 11. јун 2002. 15.27      | 11. јун 2002. 22.41      | 5 сати           |
| 223. | СТС-111 2           | Ченг-Дијаз и Перин намонтирали су мобилну базу на мобилни транспортер греде и спојили су каблове за напајање, комуникацију и видео камере између станице и мобилне базе. |                          |                          |                  |
| 224. | СТС-111 3           | Френклин Ченг-Дијаз Филип Перин | 13. јун 2002. 15.16      | 13. јун 2002. 22.33      | 7 сати 17 минута |
| 224. | СТС-111 3           | Ченг-Дијаз и Перин заменили су покварени зглоб роботске руке Канадарм2, а стари су спаковали у теретни простор Ендевора како би инжењери на Земљи могли да га прегледају и утврде узрок квара. |                          |                          |                  |
| 225. | МСС Експедиција 5 1 | Валериј Корзун Пеги Витсон | 16. август 2002. 09.25   | 16. август 2002. 13.48   | 4 сата 23 минута |
| 225. | МСС Експедиција 5 1 | Корзун и Витсон уградили су шест панела за заштиту од орбиталних микрометеоридних крхотина на сервисни модул Звезда. Ово су први од укупно 23 панела који су монтирани на овај модул како би се што боље заштитио од орбиталних крхотина које представљају велику опасност по све летелице у орбити. |                          |                          |                  |
| 226. | МСС Експедиција 5 2 | Валериј Корзун Сергеј Трешчев | 26. август 2002. 05.27   | 26. август 2002. 10.48   | 5 сати 21 минут  |
| 226. | МСС Експедиција 5 2 | Корзун и Трешчев причврстили су рам на спољашњост модула Зарја који ће се користити током свемирских шетњи, ставили су нове узорке у експеримент јапанске свемирске агенције који се налазио на модулу Звезда, причврстили су носаче који ће олакшати повезивање конопаца током будућих шетњи и на крају су уградили још две антене за радио-аматере на модул Звезда.                                                                             |                          |                          |                  |
| 227. | СТС-112 1           | Дејвид Вулф Пирс Селерс | 10. октобар 2002. 15.21  | 10. октобар 2002. 22.22  | 7 сати 1 минут   |
| 227. | СТС-112 1           | Вулф и Селерс уклонили су уклонили стеге које су током лансирања држале радијаторе сегмента греде у месту, повезали су каблове за напајање и комуникацију као и црева расхладног система између и сегмената. Затим су инсталирали још једну антену система за комуникацију, први од два екстерна система камера и скинули стеге које су током лансирања држале део греде који су астронаути користили током шетњи као радно место (CETA, енгл. Crew and Equipment Translation Aid). |                          |                          |                  |
| 228. | СТС-112 2           | Дејвид Вулф Пирс Селерс | 12. октобар 2002. 14.31  | 12. октобар 2002. 20.35  | 6 сати 4 минута  |
| 228. | СТС-112 2           | Вулф и Селерс уградили су други екстерни систем камера, уклонили још стега које су током лансирања фиксирале радијаторе сегмента греде, уклонили су изолационе навлаке између сегмената и , уклонили су преостале стеге са модула и прикачили каблове на резервоар расхладног система са амонијаком. |                          |                          |                  |
| 229. | STS-112 EVA 3       | Дејвид Вулф Пирс Селерс | 14. октобар 2002 14.08   | 14. октобар 2002 20.44   | 6 сати 36 минута |
| 229. | STS-112 EVA 3       | Вулф и Селерс заменили су панел за спајање роботске руке са мобилним транспортером, преспојили црева тако да је расхладна течност могла да циркулише између и сегмената греде, и уградили су калем за позиционирање на цеви расхладног система. |                          |                          |                  |
| 230. | СТС-113 1           | Мајкл Лопез-Алегрија Џон Херингтон | 26. новембар 2002. 19.49 | 27. новембар 2002. 02.34 | 6 сати 45 минута |
| 230. | СТС-113 1           | Лопез-Алегрија и Херингтон одрадили су почетне кораке уградње сегмента греде, спојили су каблове и цеви између и сегмената. Такође су уградили систем за бежични пренос видео сигнала на модул Јунити. |                          |                          |                  |
| 231. | СТС-113 2           | Мајкл Лопез-Алегрија Џон Херингтон | 28. новембар 2002. 18.36 | 29. новембар 2002. 00.46 | 6 сати 10 минута |
| 231. | СТС-113 2           | Лопез-Алегрија и Херингтон преспојили су цеви расхладног система између сегмената и , уградили су још један систем за бежични пренос видео сигнала на сегмент греде и преместили су колица са на . |                          |                          |                  |
| 232. | СТС-113 3           | Мајкл Лопез-Алегрија Џон Херингтон | 30. новембар 2002. 19.25 | 1. децембар 2002. 02.25  | 7 сати           |
| 232. | СТС-113 3           | Херингтон је успешно решио проблем покретљивости колица. Лопез-Алегрија и Херингтон су затим извршили остале предвиђене активности — инсталација каблова за напајање и цеви расхладног система станице. |                          |                          |                  |

|  |  |  |  |  |

#### Шетње свемиром током 2003. г.
| #    | Свемирска летелица  | Учесници | Почетак (УТЦ)          | Крај (УТЦ)             | Трајање          |
| 233. | МСС Експедиција 6 1 | Кенет Бауерсокс Доналд Петит | 15. јануар 2003. 12.50 | 15. јануар 2003. 19.41 | 6 сати 51 минут  |
| 233. | МСС Експедиција 6 1 | Бауерсокс и Петит уклонили су преостале стеге са радијатора сегмента греде, затим су уклонили крхотине са заптивног прстена на отворима за пристајање модула Јунити и извршили пробу резервоара са амонијаком на сегменту греде.                                    |                        |                        |                  |
| 234. | МСС Експедиција 6 2 | Кенет Бауерсокс Доналд Петит | 8. април 2003. 12.40   | 8. април 2003. 19.06   | 6 сати 26 минута |
| 234. | МСС Експедиција 6 2 | Бауерсокс и Петит су извршили реконфигурацију каблова на сегментима , и греде, заменили су модул за контролу напајања мобилног транспортера греде, уградили носаче за каблове на спољашњост лабораторије Дестини и вратили термалну заштиту на радијатор сегмента S1. |                        |                        |                  |

|  |  |

#### Шетње свемиром током 2004. г.
| #    | Свемирска летелица  | Учесници | Почетак (УТЦ)            | Крај (УТЦ)               | Трајање          |
| 235. | МСС Експедиција 8 1 | Мајкл Фоале Александар Калери | 26. фебруар 2004. 21.17  | 27. фебруар 2004. 01.12  | 3 сата 55 минута |
| 235. | МСС Експедиција 8 1 | Фоале и Калери заменили су касете у којима су се налазили узорци разних материјала за експерименте у микрогравитацији, инсталирали су руски експеримент Матрјошка на сервисни модул Звезда, а затим су покупили експеримент Јапанске свемирске агенције у вези удара микрометеорида. Шетња је скраћена јер је дошло до проблема са расхладним системом одела које је носио Александар Калери. |                          |                          |                  |
| 236. | МСС Експедиција 9 1 | Генадиј Падалка Мајкл Финк | 24. јун 2004. 21.57      | 24. јун 2004. 22.10      | 0 сати 13 минута |
| 236. | МСС Експедиција 9 1 | Шетња је скраћена јер је дошло до проблема са притиском резервоара који је складиштио кисеоник у оделу Мајкла Финка. Менаџери мисије одлучили су да понове излазак у свемир 30. јуна. |                          |                          |                  |
| 237. | МСС Експедиција 9 2 | Генадиј Падалка Мајкл Финк | 30. јун 2004. 21.19      | 1. јул 2004. 02.59       | 5 сати 40 минута |
| 237. | МСС Експедиција 9 2 | Падалка и Финк заменили су контролер напајања на даљинско управљање (енгл. Remote Power Controller) који се покварио крајем априла, чиме је без напајања остао жироскоп за контролу момента бр. 2 (енгл. Control Moment Gyroscope). Ово је први излазак у свемир током којег је контрола мисије пребачена из Москве у Хјустон док је у току била свемирска шетња.                                                                            |                          |                          |                  |
| 238. | МСС Експедиција 9 3 | Генадиј Падалка Мајкл Финк | 3. август 2004. 06.58    | 3. август 2004. 11.28    | 4 сата 30 минута |
| 238. | МСС Експедиција 9 3 | Падалка и Финк уклонили су старе ласерске рефлекторе са задњег краја модула Звезда, а затим уградили три ласерска рефлектора нове генерације и једну мету за видео-навођење. Уградња ових делова била је припрема за долазак аутоматског брода за снабдевање који је конструисала ЕСА. Такође су уградили две антене, а затим покупили старе и ставили нове узорке за експеримент Кромка.     |                          |                          |                  |
| 239. | МСС Експедиција 9 4 | Генадиј Падалка Мајкл Финк | 3. септембар 2004. 16.43 | 3. септембар 2004. 22.04 | 5 сати 20 минута |
| 239. | МСС Експедиција 9 4 | Падалка и Финк наставили су припреме комплекса за долазак аутоматског брода за снабдевање (ATV, енгл. Automated Transfer Vehicle). Заменили су панел за контролисање протока модула Зарја, уградили четири сигурносна ужета између рукохвата овог модула, намонтирали још три комуникационе антене и са њих уклонили заштитне навлаке.                                                                                     |                          |                          |                  |

|  |  |  |  |  |

### Шетње у периоду 2005—2009. г.
Почетак и крај шетње дат је по универзалном времену (УТЦ).

#### Шетње свемиром током 2005. г.
| #    | Свемирска летелица       | Учесници | Почетак (УТЦ)           | Крај (УТЦ)              | Трајање          |
| 240. | МСС Експедиција 10 EVA 1 | Лирој Чао Салижан Шарипов | 26. јануар 2005. 07.43  | 26. јануар 2005. 13.11  | 5 сати 28 минута |
| 240. | МСС Експедиција 10 EVA 1 | Чао и Шарипов довршили су монтажу универзалне платформе за рад, инсталирали су европски комерцијални експеримент Роквис (Rokviss, енгл. Robotic Components Verification on ISS) на антену ове платформе, затим су активирали руски експеримент Биориск и преместили један јапански експеримент на нову локацију. |                         |                         |                  |
| 241. | МСС Експедиција 10       | Лирој Чао Салижан Шарипов | 28. март 2005. 06.25    | 28. март 2005. 11.31    | 5 сати 6 минута  |
| 241. | МСС Експедиција 10       | Чао и Шарипов уградили су опрему за навигацију и комуникацију пред долазак аутоматског брода за снабдевање агенције ЕСА, а затим су ослободили један руски наносателит тежак 5 килограма. |                         |                         |                  |
| 242. | СТС-114                  | Соичи Ногучи Стивен Робинсон | 30. јул 2005. 05.46     | 30. јул 2005. 12.36     | 6 сати 50 минута |
| 242. | СТС-114                  | Ногучи и Робинсон демонстрирали су методе за поправку топлотног штита спејс-шатла и побољшања система за оријентацију МСС. Такође су уградили постоље и каблове платформе за екстерно складиштење, превезали напајање контролног моментног жироскопа бр. 2 (CMG-2, енгл. Control Moment Gyroscope), покупили су два експеримента који су садржали материјале изложене свемирским условима и на крају су заменили покварену антену GPS система. |                         |                         |                  |
| 243. | СТС-114                  | Соичи Ногучи Стивен Робинсон | 1. август 2005. 04.44   | 1. август 2005. 11.58   | 7 сати 14 минута |
| 243. | СТС-114                  | Ногучи и Робинсон уклонили су покварен са сегмента греде и спаковали га у теретни простор орбитера Дискавери, а затим су уградили нови CMG-1. |                         |                         |                  |
| 244. | СТС-114                  | Соичи Ногучи Стивен Робинсон | 3. август 2005. 04.14   | 3. август 2005. 10.15   | 6 сати 1 минут   |
| 244. | СТС-114                  | Ногучи и Робинсон извршили су инспекцију и фотографисање топлотног штита орбитера Дискавери. Након инспекције уклонили су две мале крхотине које су се заглавиле између изолационих плоча на предњем делу топлотног штита, а затим су поставили аматерски радио-сателит PCSAT2. |                         |                         |                  |
| 245. | МСС Експедиција 11       | Сергеј Крикаљов Џон Филипс | 18. август 2005. 19.02  | 19. август 2005. 00.00  | 4 сата 58 минута |
| 245. | МСС Експедиција 11       | Крикаљов и Филипс покупили су један од три канистера експеримента Биориск, експеримент за хватање микрочестица, уређај изложен утицају свемирског окружења са модула Звезда, експеримент Матрошка, и на крају су инсталирали камеру за праћење приласка ATV-а. |                         |                         |                  |
| 246. | МСС Експедиција 12       | Вилијам Макартур Валериј Токарев | 7. новембар 2005. 15.32 | 7. новембар 2005. 20.54 | 5 сати 22 минута |
| 246. | МСС Експедиција 12       | Макартур и Токарев уградили су камеру на сегмент греде, уклонили су покварени контролер мотора за ротацију соларних панела, одбацили су сонду за мерење потенцијала, а затим су заменили модул за даљинско управљање мобилног транспортера. Ово је био први излазак у отворени свемир из хипобаричне коморе Квест још од априла 2003. године.                                                                     |                         |                         |                  |

|  |  |  |  |

#### Шетње свемиром током 2006. г.
| #    | Свемирска летелица | Учесници | Почетак (УТЦ)             | Крај (УТЦ)                | Трајање          |
| 247. | МСС Експедиција 12 | Вилијам Макартур Валериј Токарев | 3. фебруар 2006. 9.55     | 3. фебруар 2006. 16.27    | 5 сати 43 минута |
| 247. | МСС Експедиција 12 | Макартур и Токарев ослободили су сателит SuitSat-1, уклонили експеримент Биориск, затим су фотографисали сензор експеримента удараца микрометеорида, преместили су адаптер за мали кран и на крају су одвезали последњи кабл који је фиксирао мобилни транспортер и спречавао га да се слободно креће дуж греде. |                           |                           |                  |
| 248. | МСС Експедиција 13 | Павел Виноградов Џефри Вилијамс | 1. јун 2006. 23.48        | 2. јун 2006. 06.19        | 6 сати 31 минут  |
| 248. | МСС Експедиција 13 | Виноградов и Вилијамс заменили су вентил уређаја Електрон који производи кисеоник на станици, покупили су још један део експеримента Биориск и уређај за праћење загађења у околини сервисног модула Звезда, и на крају су заменили покварену камеру на мобилном постољу роботске руке Канадарм2. |                           |                           |                  |
| 249. | СТС-121            | Пирс Селерс Мајкл Фосум | 8. јул 2006. 13.17        | 8. јул 2006. 20.48        | 7 сати 31 минут  |
| 249. | СТС-121            | Селерс и Фосум уградили су заштитне поклопце на каблове а затим су те каблове развели по станици као припрему пред следећу шетњу током које ће их повезати. Такође су испробали методу за поправку орбитера спејс-шатла у свемиру користећи систем шатла за даљинску манипулацију (SSRMS, енгл. Space Shuttle Remote Manipulator System) у комбинацији са додатком роботске руке са посебним сензором (OBSS, енгл. Orbiter Boom Sensor System). |                           |                           |                  |
| 250. | СТС-121 EVA 2      | Пирс Селерс Мајкл Фосум | 10. јул 2006. 7.14        | 10. јул 2006. 14.01       | 6 сати 47 минута |
| 250. | СТС-121 EVA 2      | Селерс и Фосум спремили су мобилни транспортер греде за оперативну употребу и на спољашњост станице су ставили резервну пумпу расхладног система станице. Уређај на Селерсовом оделу одвојио се тако да је Фосум два пута морао да стане са извршавањем задатака и оде до Селерса како би га поново закачио за одело сигурносним ужадима. |                           |                           |                  |
| 251. | СТС-121 EVA 3      | Пирс Селерс Мајкл Фосум | 12. јул 2006. 6.20        | 12. јул 2006. 13.31       | 7 сати 11 минута |
| 251. | СТС-121 EVA 3      | Селерс и Фосум користили су инфра-црвену камеру како би снимили видео одабраних плоча од ојачаног угљеника на нападној ивици крила, а затим су прешли у теретни простор орбитера где су тестирали нови материјал за поправку топлотног штита орбитера под називом NOAX. |                           |                           |                  |
| 252. | МСС Експедиција 13 | Џефри Вилијамс Томас Рајтер | 3. август 2006. 14.04     | 3. август 2006. 19.58     | 5 сати 54 минута |
| 252. | МСС Експедиција 13 | Вилијамс и Рајтер инсталирали су јединицу за мерење потенцијала (FPMU, енгл. Floating Potential Measurement Unit), затим су поставили два нова узорка материјала у држаче експеримента и нови контролер радијатора расхладног система на ротациони зглоб сегмента греде. Након тога су кратко спојили каблове на десној страни овог сегмента и уградили калемове за провлачење каблова, уградили светло на ручна колица греде, и заменили покварену GPS антену. Затим су пробали камеру специјално конструисану за снимање топлотног штита орбитера, и на крају су извршили инспекцију и фотографисање огреботине на вратима хипобаричне коморе Квест, чиме је завршен овај излазак у свемир.                                 |                           |                           |                  |
| 253. | СТС-115            | Џо Танер Хајдимари Стефанишн-Пајпер | 12. септембар 2006. 10.17 | 12. септембар 2006. 15.43 | 5 сати 26 минута |
| 253. | СТС-115            | Танер и Стефанишн-Пајпер започели су спајање сегмента греде са остатком станице. Спојили су један део каблова и уклонили су стеге са соларних панела које су их фиксирале током лансирања. Такође су извршили подешавања соларног алфа ротационог зглоба (SARJ, енгл. Solar Alpha Rotary Joint) и уклонили два уређаја за прекиде као припрему пред мисију СТС-116. Хајдимари Стефанишн-Пајпер постала је седма жена из САД која је изашла у отворени свемир. |                           |                           |                  |
| 254. | СТС-115            | Данијел Бурбенк Стивен Маклин | 13. септембар 2006. 9.05  | 13. септембар 2006. 16.16 | 7 сати 11 минута |
| 254. | СТС-115            | Бурбенк и Маклин наставили су интеграцију сегмента са остатком станице, и активирали су SARJ. |                           |                           |                  |
| 255. | СТС-115            | Џо Танер Хајдимари Стефанишн-Пајпер | 15. септембар 2006. 10.00 | 15. септембар 2006. 16.42 | 6 сати 42 минута |
| 255. | СТС-115            | Танер и Стефанишн-Пајпер уградили су радијатор на сегмент, покренули су радијатор расхладног система за нови сет соларних панела, заменили су радио-антену и уградили изолацију на још једну антену. Танер је инфра-црвеном камером фотографисао крила орбитера како би инжењери проверили да ли се помоћу ње могу открити оштећења топлотног штита. |                           |                           |                  |
| 256. | МСС Експедиција 14 | Михаил Тјурин Мајкл Лопез-Алегрија | 22. новембар 2006. 23.17  | 23. новембар 2006. 04.55  | 5 сати 39 минута |
| 256. | МСС Експедиција 14 | Један необичан догађај — „Орбитални голф ударац“ (енгл. Orbiting golf shot), финансирала је један канадска компанија која се бави производњом опреме за голф у сарадњи са руском космичком агенцијом. Лопез-Алегрија поставио је лоптицу на мердевине испред модула Пирс, док је Тјурин поставио камеру и извео ударац. Лопез-Алегрија и Тјурин су затим извршили инспекцију и фотографисање антене система за пристајање КУРС на летелици Прогрес 23, након тога су преместили антену за пристајање ATV-а, инсталирали су неутронски експеримент и одбацили су две термалне навлаке које су прекривале овај експеримент.                                                                                       |                           |                           |                  |
| 257. | СТС-116            | Роберт Курбим Кристер Фуглесанг | 12. децембар 2006. 20.31  | 13. децембар 2006. 03.07  | 6 сати 36 минута |
| 257. | СТС-116            | Курбим и Фуглесанг спојили су сегмент греде са остатком станице, заменили су покварену видео-камеру на сегменту, и извршили су припреме најновијег сегмента греде за премештање сегмента на своју коначну локацију. |                           |                           |                  |
| 258. | СТС-116            | Роберт Курбим Кристер Фуглесанг | 14. децембар 2006. 19.41  | 15. децембар 2006. 00.41  | 5 сати           |
| 258. | СТС-116            | Курбим и Фуглесанг реконфигурисали су електричне инсталације станице тако да су каблови новог сегмента интегрисани у електричну мрежу (електрична кола 2 и 3), и тиме су нови соларни панели почели званично да се користе за производњу енергије. Затим су преместили двоја ручна колица, која су се кретала по шинама греде станице, ставили су термалну заштиту на роботску руку, и спремили две вреће са алатом које ће требати астронаутима током наредних излазака у отворени свемир. |                           |                           |                  |
| 259. | СТС-116            | Роберт Курбим Сунита Вилијамс | 16. децембар 2006. 19.25  | 17. децембар 2006. 02.57  | 7 сати 31 минут  |
| 259. | СТС-116            | Курбим и Вилијамс завршили су инсталацију каблова система за напајање електричном енергијом МСС активирајући електрична кола 1 и 4, чиме су извршене припреме за додавање још соларних панела. Затим су инсталирали панел за причвршћивање роботске руке и уградили три плоче за заштиту од крхотина на сервисни модул Звезда. Астронаути су имали вишак времена који су утрошили покушавајући да спакују соларне панеле сегмента, који није хтео да се увуче. Астронаути су дошли до подножја панела и тресли их лево-десно и горе-доле покушавајући да га одглаве и спакују до краја. Сунита Вилијамс постала је осма жена из САД и девета жена уопште која је изашла у отворени свемир. |                           |                           |                  |
| 260. | СТС-116            | Роберт Курбим Кристер Фуглесанг | 18. децембар 2006. 19.00  | 19. децембар 2006. 01.38  | 6 сати 38 минута |
| 260. | СТС-116            | Курбим и Фуглесанг су уз упутства контролера са Земље успели да до краја спакују соларне панеле сегмента, који ће бити премештен током наредне мисије шатла СТС-120. Роберт Курбим је током ове шетње, седме у његовој каријери, поставио рекорд по броју излазака у отворени свемир током једне мисије шатла — четири. |                           |                           |                  |

|  |  |  |  |

|  |  |  |  |  |

#### Шетње свемиром током 2007. г.
| #    | Свемирска летелица | Учесници | Почетак (УТЦ)            | Крај (УТЦ)               | Трајање          |
| 261. | МСС Експедиција 14 | Мајкл Лопез-Алегрија Сунита Вилијамс | 31. јануар 2007. 15.14   | 31. јануар 2007. 23.09   | 7 сати 55 минута |
| 261. | МСС Експедиција 14 | Лопез-Алегрија и Вилијамс превезали су једну од две петље расхладног система лабораторије Дестини на стални систем, повезали су кабл за дистрибуцију енергије између станице и шатла (SSPTS, енгл. Station-to-Shuttle Power Transfer System), уградили су шест сидришта за каблове и две греде за витла како би осигурали десни радијатор сегмента и затим су навукли заштитни омотач на њега. На крају су скинули једну од две цеви за расхладну течност са почетног сервисера амонијака (EAS, енгл. ) сегмента, који ће бити одбачен током једне од наредних шетњи свемиром. |                          |                          |                  |
| 262. | МСС Експедиција 14 | Мајкл Лопез-Алегрија Сунита Вилијамс | 4. фебруар 2007. 13.38   | 4. фебруар 2007. 20.49   | 7 сати 11 минута |
| 262. | МСС Експедиција 14 | Лопез-Алегрија и Вилијамс превезали су другу петљу расхладног система лабораторије Дестини на стални систем, завршили су посао око почетног сервисера амонијака на сегменту греде, фотографисали су унутрашњу ивицу десног соларног панела овог сегмента као припрему за његово савијање током мисије СТС-117, уклонили су заштиту од Сунца са мултиплексер-демултиплексер уређаја за пренос података, и наставили рад на систему SSPTS. |                          |                          |                  |
| 263. | МСС Експедиција 14 | Мајкл Лопез-Алегрија Сунита Вилијамс | 8. фебруар 2007. 13.26   | 8. фебруар 2007. 20.06   | 6 сати 40 минута |
| 263. | МСС Експедиција 14 | Лопез-Алегрија и Вилијамс уклонили су термалне покрове са два контролера мотора ротационог зглоба (RJMC, енгл. ) сегмента греде, затим су скинули још два велика покрова са овог сегмента и све их одбацили да сагоре у атмосфери. Након тога су поставили систем (енгл. ) на горњи део сегмента, уклонили су две стеге за лансирање са сегмента, и спојили четири кабла система који воде од адаптера за спајање под притиском до предњег дела лабораторије Дестини где пристаје орбитер спејс-шатла. |                          |                          |                  |
| 264. | МСС Експедиција 14 | Мајкл Лопез-Алегрија Михаил Тјурин | 22. фебруар 2007. 10.28  | 22. фебруар 2007. 16.45  | 6 сати 18 минута |
| 264. | МСС Експедиција 14 | Лопез-Алегрија и Тјурин спаковали су антену за пристајање аутоматског брода за снабдевање Прогрес са отвора за спајање на задњем крају сервисног модула Звезда, фотографисали су руску антену сателитског навигационог система, и заменили узорке на руском експерименту са материјалима. Затим су спровели инспекцију и фотографисање антене која се користи код приласка ATV-а, фотографисали су немачки експеримент везан за роботику, а након тога су превезали и фотографисали хардверске конекторе. Тјурин је током шетње имао проблема са расхладним системом што је узроковало да му се визир често замагли.                                                          |                          |                          |                  |
| 265. | МСС Експедиција 15 | Олег Котов Фјодор Јурчихин | 30. мај 2007. 19.05      | 31. мај 2007. 00.30      | 5 сати 25 минута |
| 265. | МСС Експедиција 15 | Котов и Јурчихин уградили су панеле за заштиту модула од крхотина на сервисни модул Звезда, а касније су превезали кабл антене навигационог система. |                          |                          |                  |
| 266. | МСС Експедиција 15 | Олег Котов Фјодор Јурчихин | 6. јун 2007. 14.23       | 6. јун 2007. 20.00       | 5 сати 37 минута |
| 266. | МСС Експедиција 15 | Котов и Јурчихин развели су део етернет кабла по модулу Зарја, уградили су још панела за заштиту модула од крхотина на Звезду, и поставили су руски научни експеримент. |                          |                          |                  |
| 267. | СТС-117            | Џејмс Рајли Џон Оливас | 11. јун 2007. 20.02      | 12. јун 2007. 02.17      | 6 сати 15 минута |
| 267. | СТС-117            | Рајли и Оливас завршили су уградњу сегмента греде постављајући завршне вијке, каблове и конекторе. Затим су уклонили четири стеге са омотача око соларних панела које су их фиксирале током лансирања, као припрему пред одмотавање панела. |                          |                          |                  |
| 268. | СТС-117            | Патрик Форестер Стивен Свонсон | 13. јун 2007. 18.28      | 14. јун 2007. 01.44      | 7 сати 16 минута |
| 268. | СТС-117            | Форестер и Свонсон помогли су при савијању соларних панела сегмента греде. Када је Форестер покушао да угради погонски механизам дошло је до мањег квара. Квар је настао јер је коло мотора зглоба сегмента греде било повезано наопако. Део стега остављен је како би се спречила непожељна ротација панела. |                          |                          |                  |
| 269. | СТС-117 EVA 3      | Џејмс Рајли Џон Оливас | 15. јун 2007. 17.24      | 16. јун 2007. 01.22      | 7 сати 58 минута |
| 269. | СТС-117 EVA 3      | Рајли и Оливас поправили су термалне покрове орбиталног маневарског система спејс-шатла, довршили су савијање соларних панела сегмента греде, и уградили вентил за испуштање водоника на лабораторију Дестини. |                          |                          |                  |
| 270. | СТС-117            | Патрик Форестер Стивен Свонсон | 17. јун 2007. 16.25      | 17. јун 2007. 22.54      | 6 сати 29 минута |
| 270. | СТС-117            | Форестер и Свонсон покупили су видео-камеру и сву опрему која иде уз њу са екстерне платформе хипобаричне коморе Квест и уградили је на сегмент греде. Затим су уклонили преосталих шест лансирних стега са зглобова, уградили кабл за мрежну комуникацију на модул Јунити, отворили су вентил за водоник на лабораторији Дестини и на крају уградили још два панела за заштиту од крхотина на сервисни модул станице. |                          |                          |                  |
| 271. | МСС Експедиција 15 | Клејтон Андерсон Фјодор Јурчихин | 23. јул 2007. 10.25      | 23. јул 2007. 18.06      | 7 сати 41 минут  |
| 271. | МСС Експедиција 15 | Андерсон и Јурчихин заменили су компоненте система за резервно напајање мобилног транспортера, одбацили су резервоар амонијака и део опреме који иде уз њега, а на крају су очистили механизам за спајање на отвору који гледа ка Земљи модула Јунити. |                          |                          |                  |
| 272. | СТС-118            | Ричард Мастракио Дафид Вилијамс | 11. август 2007. 16.28   | 11. август 2007. 22.45   | 6 сати 17 минута |
| 272. | СТС-118            | Мастракио и Вилијамс причврстили су сегмент греде и скупили предњи радијатор са сегмента греде као припрему пред премештање сегмента на своју коначну локацију — на крајњу десну страну греде. |                          |                          |                  |
| 273. | СТС-118            | Ричард Мастракио Дафид Вилијамс | 13. август 2007. 15.32   | 13. август 2007. 22.00   | 6 сати 28 минута |
| 273. | СТС-118            | Мастракио и Вилијамс узели су нови жироскоп за контролу момента из теретног простора шатла и уградили га на сегмент греде. Затим су узели стари (покварени) жироскоп и складиштили га на екстерну платформу одакле ће га покупити астронаути током следеће мисије шатла и вратити на Земљу. |                          |                          |                  |
| 274. | СТС-118            | Риџчард Мастракио Клејтон Андерсон | 15. август 2007. 14.37   | 15. август 2007. 20.05   | 5 сати 28 минута |
| 274. | СТС-118            | Мастракио и Андерсон преместили су двоја колица за помоћ при кретању посаде у отвореном свемиру са леве стране мобилног транспортера роботске руке Канадарм2 на његову десну страну. Касније су преместили основу антене са на сегмент греде, и уградили нови транспондер и процесор сигнала као део побољшања система за комуникацију. Током боравка у отвореном свемиру Мастракио је приметио рупу у горњем слоју материјала на палцу његове леве рукавице. Одело иначе има пет заштитних слојева тако да ова мала рупа није представљала опасност по астронаута, али су контролори ипак одлучили да се астронаути раније врате у хипобаричну комору из предострожности. |                          |                          |                  |
| 275. | СТС-118            | Дафид Вилијамс Клејтон Андерсон | 18. август 2007. 14.17   | 18. август 2007. 19.02   | 5 сати 2 минута  |
| 275. | СТС-118            | Вилијамс и Андерсон покупили су кутије 3 и 4 експеримента MISSE, уградили су постоље за сензорски систем и антену за бежични пренос података са експеримената и астронаута када су изван станице. |                          |                          |                  |
| 276. | СТС-120            | Скот Паразински Даглас Вилок | 26. октобар 2007. 10.02  | 26. октобар 2007. 16.16  | 6 сати 14 минута |
| 276. | СТС-120            | Паразински и Вилок спојили су нови модул Хармони на привремену локацију, скинули су помоћно постоље комуникационе антене и извршили неопходне припреме за премештање сегмента тако што су откачили цеви расхладног система између сегмената и . |                          |                          |                  |
| 277. | СТС-120 EVA 2      | Скот Паразински Данијел Тани | 28. октобар 2007. 09.32  | 28. октобар 2007. 16.05  | 6 сати 33 минута |
| 277. | СТС-120 EVA 2      | Паразински и Тани уклонили су везе између сегмената и и затим одвојили сегмент P6. Затим су извршили подешавања радијатора на сегменту и уградили рукохвате на спољашњост модула Хармони. На крају су извршили инспекцију десног соларног алфа ротационог споја (SARJ) на сегменту греде S4. |                          |                          |                  |
| 278. | СТС-120            | Скот Паразински Даглас Вилок | 30. октобар 2007. 08.45  | 30. октобар 2007. 15.53  | 7 сати 8 минута  |
| 278. | СТС-120            | Паразински и Вилок спојили су са сегментом, уградили све везе између ова два сегмента, реконфигурисали сегмент за нови распоред сегмената и извршили инспекцију левог SARJ. Овом инспекцијом утврђено је да је спој у добром стању. |                          |                          |                  |
| 279. | СТС-120            | Скот Паразински Даглас Вилок | 3. новембар 2007. 10.03  | 3. новембар 2007. 17.22  | 7 сати 19 минута |
| 279. | СТС-120            | Паразински и Вилок извршили су инспекцију и поправке на соларном панелу сегмента греде. |                          |                          |                  |
| 280. | МСС Експедиција 16 | Пеги Витсон Јуриј Маленченко | 9. новембар 2007. 09.54  | 9. новембар 2007. 16.49  | 6 сати 55 минута |
| 280. | МСС Експедиција 16 | Витсон и Маленченко уклонили су каблове система, каблове адаптера и авионике модула Хармони. |                          |                          |                  |
| 281. | МСС Експедиција 16 | Пеги Витсон Данијел Тани | 20. новембар 2007. 10.10 | 20. новембар 2007. 17.26 | 7 сати 16 минута |
| 281. | МСС Експедиција 16 | Витсон и Тани одрадили су прву половину посла око уградње адаптера на модул Хармони. Започели су спајање свих потребних каблова и цеви расхладног система. |                          |                          |                  |
| 282. | МСС Експедиција 16 | Пеги Витсон Данијел Тани | 24. новембар 2007. 09.50 | 24. новембар 2007. 16.54 | 7 сати 4 минута  |
| 282. | МСС Експедиција 16 | Витсон и Тани довршили су посао спајањем свих потребних веза између адаптера на модула Хармони. Такође су спојили потребне каблове са лабораторијом Дестини на другом крају модула Хармони. На крају су извршили додатну инспекцију и фотографисање деног споја како би инжењери на Земљи имали бољи увид у чему је проблем. |                          |                          |                  |
| 283. | МСС Експедиција 16 | Пеги Витсон Данијел Тани | 18. децембар 2007. 09.50 | 18. децембар 2007. 16.46 | 6 сати 56 минута |
| 283. | МСС Експедиција 16 | Витсон и Тани поново су радили на проблему са десним спојем. У склопу тога су извршили и инспекцију (енгл. ). Ово је био стоти излазак у отворени свемир астронаута током изградње и одржавања Међународне свемирске станице. |                          |                          |                  |

|  |  |  |  |

|  |  |  |  |  |

#### Шетње свемиром током 2008. г.
| #    | Свемирска летелица | Учесници | Почетак (УТЦ)             | Крај (УТЦ)                | Трајање          |
| 284. | МСС Експедиција 16 | Пеги Витсон Данијел Тани | 30. јануар 2008. 09.56    | 30. јануар 2008. 17.06    | 7 сати 10 минута |
| 284. | МСС Експедиција 16 | Витсон и Тани заменили су лежај на модулу са мотором за закретање соларних панела, и поново извршили инспекцију и фотографисање десног SARJ. |                           |                           |                  |
| 285. | СТС-122            | Рекс Валхајм Стенли Лав | 11. фебруар 2008. 14.13   | 11. фебруар 2008. 22.11   | 7 сати 58 минута |
| 285. | СТС-122            | Валхајм и Лав уградили су постоље за роботску руку Канадарм2 на европски модул Колумбо док се још налазио у теретном простору шатла, припремили су конекторе каблова за напајање и комуникацију овог модула и заменили резервоар са азотом сегмента греде који је служио за регулацију притиска у расхладном систему МСС. |                           |                           |                  |
| 286. | СТС-122            | Рекс Валхајм Ханс Шлегел | 13. фебруар 2008. 14.27   | 13. фебруар 2008. 21.12   | 6 сати 45 минута |
| 286. | СТС-122            | Валхајм и Шлегел завршили су уградњу резервоара са азотом на сегмент греде док су стари резервоар спаковали у теретни простор шатла. На крају су завршили повезивање каблова система. |                           |                           |                  |
| 287. | СТС-122            | Рекс Валхајм Стенли Лав | 15. фебруар 2008. 13.07   | 15. фебруар 2008. 20.32   | 7 сати 25 минута |
| 287. | СТС-122            | Валхајм и Лав поставили су телескоп (енгл. ) и експеримент (енгл. ) на екстерну платформу за експерименте европског модула Колумбо. Затим су покупили покварени жироскоп и спаковали га у теретни простор шатла, и на крају су поставили заштитне покрове на спој између модула Колумбо и Хармони. |                           |                           |                  |
| 288. | СТС-123            | Ричард Линехан Герет Рејзман | 14. март 2008. 01.18      | 14. март 2008. 08.19      | 7 сати 1 минут   |
| 288. | СТС-123            | Линехан и Рејзман помогли су при спајању мањег од два сегмента јапанске лабораторије Кибо (ELM‐PS) на привремену локацију на горњој страни модула Хармони. Након тога су започели склапање уређаја (енгл. , у преводу „вешт манипулатор за специјалне намене“), који је у ствари додатак који се качи на крај роботске руке Канадарм2, на себи има више роботских руку за специјалне намене, и служи за обављање разних послова које би иначе могли да обаве само астронаути током изласка у отворени свемир. |                           |                           |                  |
| 289. | СТС-123            | Ричард Линехан Мајкл Форман | 15. март 2008. 23.49      | 16. март 2008. 06.57      | 7 сати 8 минута  |
| 289. | СТС-123            | Линехан и Форман наставили су рад на склапању уређаја уградњом две додатне роботске руке на њега. |                           |                           |                  |
| 290. | СТС-123            | Ричард Линехан Роберт Бенкен | 17. март 2008. 22.51      | 18. март 2008. 05.44      | 6 сати 53 минута |
| 290. | СТС-123            | Линехан и Бенкен довршили су склапање уређаја Dextre. Након тога, астронаути су инсталирали резервне делове и опрему на екстерну платформу за складиштење која се налази на комори Квест, укључујући један зглоб за роботску руку станице (Канадарм2) и два прекидачка уређаја за једносмерну струју. Покушаји да се експеримент угради на спољашњост модула Колумбо били су неуспешни јер резе за причвршћивање нису хтеле да се активирају.                                                                 |                           |                           |                  |
| 291. | СТС-123            | Роберт Бенкен Мајкл Форман | 20. март 2008. 22.04      | 21. март 2008. 04.28      | 6 сати 24 минута |
| 291. | СТС-123            | Бенкен и Форман заменили су модул за даљинску контролу напајања и тестирали материјале и технике за поправку изолационих плочица топлотног штита спејс-шатла. Затим су скинули покров са леве роботске руке уређаја и уклонили лансирне стеге са модула Хармони. На крају су уклоњене и лансирне стеге са горњег и доњег отвора за спајање на овом модулу. |                           |                           |                  |
| 292. | СТС-123            | Роберт Бенкен Мајкл Форман | 22. март 2008. 20.34      | 23. март 2008. 02.36      | 6 сати 2 минута  |
| 292. | СТС-123            | Бенкен и Форман помогли су при паковању система на спољашњост МСС, поставили су заштитне навлаке на модул ELM‐PS, уклонили су пет покрова са десног споја и извршили инспекцију и фотографисање овог уређаја који је већ дуже време правио проблеме контролорима на Земљи. На крају су успешно уградили експеримент на екстерну платформу модула Колумбо. |                           |                           |                  |
| 293. | СТС-124            | Роналд Гаран Мајкл Фосум | 3. јун 2008. 16.22        | 3. јун 2008. 23.10        | 6 сати 48 минута |
| 293. | СТС-124            | Гаран и Фосум скинули су каише са камере која се налазила на лакту роботске руке шатла, пребацили су систем са станице у теретни простор шатла, и извршили припреме већег од два сегмента јапанске лабораторије Кибо (JEM-PM) за уградњу. Такође су заменили лежај на десном споју и извршили инспекцију штете која је настала у претходном периоду док овај део станице није радио како треба. |                           |                           |                  |
| 294. | СТС-124            | Роналд Гаран Мајкл Фосум | 5. јун 2008. 15.04        | 5. јун 2008. 22.15        | 7 сати 11 минута |
| 294. | СТС-124            | Гаран и Фосум поставили су изолационе навлаке и камере на модул лабораторије Кибо и припремили јапански модул за премештање на коначну локацију. Затим су припремили за уклањање празан резервоар азота и нови, који се налази на екстерној платформи за складиштење, за уградњу. На крају шетње су скинули камеру којој се покварило напајање. |                           |                           |                  |
| 295. | СТС-124            | Роналд Гаран Мајкл Фосум | 8. јун 2008. 13.55        | 8. јун 2008. 20.28        | 6 сати 33 минута |
| 295. | СТС-124            | Гаран и Фосум уклонили су стари и уградили нови резервоар са азотом, завршили су склапање лабораторије Кибо, и поново поставили камеру са новим системом напајања. |                           |                           |                  |
| 296. | МСС Експедиција 17 | Сергеј Волков Олег Кононенко | 10. јул 2008. 18.48       | 11. јул 2008. 01.06       | 6 сати 18 минута |
| 296. | МСС Експедиција 17 | Волков и Кононенко скинули су експлозивни вијак са капсуле Сојуз која се спојила са МСС. Овај вијак није активиран током лансирања, како је то предвиђено, па су космонаути морали да изађу у свемир након спајања и уклоне га из предострожности. |                           |                           |                  |
| 297. | МСС Експедиција 17 | Сергеј Волков Олег Кононенко | 15. јул 2008. 17.08       | 15. јул 2008. 23.02       | 5 сати 54 минута |
| 297. | МСС Експедиција 17 | Волков и Кононенко уградили су мету за пристајање на сервисни модул Звезда и један експеримент, поставили су ојачања на комуникациону антену, и покупили узорке експеримента Биориск. |                           |                           |                  |
| 298. | Шензу 7            | Чаи Чиганг Лу Боминг (као подршка) | 27. септембар 2008. 08.38 | 27. септембар 2008. 09.00 | 22 минута        |
| 298. | Шензу 7            | Ово је први излазак у отворени свемир који је спровела Кина. Чаи је покупио пакет са експериментима који се налазио на спољашњости летелице и махао кинеском заставом испред ТВ камере. Лу је пратио активности колеге али није излазио кроз врата летелице. |                           |                           |                  |
| 299. | СТС-126            | Хајдимари Стефанишн-Пајпер Стивен Боуен | 18. новембар 2008. 18.09  | 19. новембар 2008. 01.01  | 6 сати 52 минута |
| 299. | СТС-126            | Стефанишн-Пајпер и Боуен преместили су празан резервоар азота са екстерне платформе за складиштење бр. 3 (ESP3) у теретни простор шатла, затим су из теретног простора узели флексибилну спојницу за црева и спаковали је на за коришћење у будућности, уклонили су заштитне покрове са отвора за спајање лабораторије Кибо. Такође су започели чишћење и подмазивање десног споја и заменили су још једанаест његових лежајева.                                                                            |                           |                           |                  |
| 300. | СТС-126            | Хајдимари Стефанишн-Пајпер Роберт Кимброу | 20. новембар 2008. 17.58  | 21. новембар 2008. 00.43  | 6 сати 45 минута |
| 300. | СТС-126            | Стефанишн-Пајпер и Кимброу преместили су двоја колица са десне на леву страну мобилног транспортера, подмазали су хватаљку на крају роботске руке, и наставили су чишћење и подмазивање десног споја. |                           |                           |                  |
| 301. | СТС-126            | Хајдимари Стефанишн-Пајпер Стивен Боуен | 22. новембар 2008. 18.01  | 23. новембар 2008. 01.58  | 6 сати 57 минута |
| 301. | СТС-126            | Стефанишн-Пајпер и Боуен очистили су и подмазали све сем једног лежаја десног споја, тај последњи биће сервисиран током последњег (четвртог) изласка у свемир мисије СТС-126. |                           |                           |                  |
| 302. | СТС-126            | Стивен Боуен Роберт Кимброу | 24. новембар 2008. 18.24  | 25. новембар 2008. 00.31  | 6 сати 7 минута  |
| 302. | СТС-126            | Боуен и Кимброу завршили су рад на десном споју, подмазали су леви SARJ, уградили су видео камеру, вратили покрове на отворе за спајање лабораторије Кибо, уградили су рукохвате и GPS антену на спољашњост јапанске лабораторије, и на крају су фотографисали радијаторе и одређене каблове. |                           |                           |                  |
| 303. | МСС Експедиција 18 | Јуриј Лончахов Мајкл Финк | 23. децембар 2008. 00.51  | 23. децембар 2008. 06.29  | 5 сати 38 минута |
| 303. | МСС Експедиција 18 | Лончахов и Финк су уградили електромагнетски уређај за мерење енергије на модул Пирс, скинули су узорке Биориск експеримента, поставили су експеримент и експеримент за мерење импулса на модул Звезда. |                           |                           |                  |

|  |  |  |  |

|  |  |  |  |  |

#### Шетње свемиром током 2009. г.
| #    | Свемирска летелица | Учесници | Почетак (УТЦ)            | Крај (УТЦ)               | Трајање          |
| 304. | МСС Експедиција 18 | Јуриј Лончахов Мајкл Финк | 10. март 2009. 16.22     | 10. март 2009. 21.11     | 4 сата 49 минута |
| 304. | МСС Експедиција 18 | Лончахов и Финк поставили су експеримент на универзалну научну платформу сервисног модула Звезда, уклонили су конопце који су се запетљали око мете за пристајање на модулу Пирс, и на крају су извршили инспекцију и фотографисање целог руског дела станице у потрази за оштећењима од микрометеорида и других крхотина. |                          |                          |                  |
| 305. | СТС-119            | Стивен Свонсон Ричард Арнолд | 19. март 2009. 17.16     | 19. март 2009. 23.23     | 6 сати 7 минута  |
| 305. | СТС-119            | Свонсон и Арнолд помогли су при спајању новог на сегмент греде, повезали су каблове између ова два сегмента, уклонили су лансирне стеге и термалне навлаке и отворили радијатор расхладног система соларних панела новог сегмента. |                          |                          |                  |
| 306. | СТС-119            | Стивен Свонсон Џозеф Акаба | 21. март 2009. 16.51     | 21. март 2009. 23.21     | 6 сати 30 минута |
| 306. | СТС-119            | Свонсон и Акаба припремили су радно место за шетње свемиром које ће бити спроведене током следеће мисије шатла (СТС-127), уградили су платформу за складиштење опреме на сегмент P3, поставили су антену GPS система на лабораторију Кибо, и на крају су снимили фотографије панела радијатора и сегмената користећи камеру са инфра-црвеним филтером. |                          |                          |                  |
| 307. | СТС-119            | Џозеф Акаба Ричард Арнолд | 23. март 2009. 15.37     | 23. март 2009. 22.04     | 6 сати 27 минута |
| 307. | СТС-119            | Акаба и Арнолд преместили су колица са опремом, подмазали су хватаљке на крају роботске руке, и покушали да уграде платформу за складиштење. |                          |                          |                  |
| 308. | СТС-125            | Џон Грансфелд Ендру Фојстел | 14. мај 2009. 12.52      | 14. мај 2009. 20.12      | 7 сати 20 минута |
| 308. | СТС-125            | Грансфелд и Фојстел заменили су Оптичку камеру широког поља 2 (енгл. Wide Field and Planetary Camera 2) новом Оптичком камером широког поља 3 (енгл. Wide Field Camera 3), затим су заменили јединицу за обраду команди и података научних експеримената (енгл. Science Instrument Command and Data Handling Unit), подмазали су врата телескопа и уградили механизам помоћу кога ће специјална летелица на крају његовог оперативног века моћи да се споји са Хаблом и наведе га да изгори у атмосфери.                                                                                       |                          |                          |                  |
| 309. | СТС-125            | Мајкл Масимино Мајкл Гуд | 15. мај 2009. 12.49      | 15. мај 2009. 20.45      | 7 сати 56 минута |
| 309. | СТС-125            | Масимино и Гуд уклонили су старе и уградили нове жироскопе на Хабл, а затим су уклонили први од два модула са батеријама. |                          |                          |                  |
| 310. | СТС-125            | Џон Грансфелд Ендру Фојстел | 16. мај 2009. 13.35      | 16. мај 2009. 20.11      | 6 сати 36 минута |
| 310. | СТС-125            | Грансфелд и Фојстел скинули су пакет за корекцију оптике телескопа Хабл (COSTAR, енгл. Corrective Optics Space Telescope Axial Replacement) и уградили Спектрограф космичког порекла (енгл. Cosmic Origins Spectrograph). Затим су поправили Напредну камеру за истраживање (енгл. Advanced Camera for Surveys) и одрадили неке од задатака који су били предвиђени за пету ове мисије. |                          |                          |                  |
| 311. | СТС-125            | Мајкл Масимино Мајкл Гуд | 17. мај 2009. 13.45      | 17. мај 2009. 21.47      | 8 сати 2 минута  |
| 311. | СТС-125            | Током овог изласка у свемир астронаути су поправили оптички спектрограф/камеру (енгл. Space Telescope Imaging Spectrograph) |                          |                          |                  |
| 312. | СТС-125            | Џон Грансфелд Ендру Фојстел | 18. мај 2009. 13.20      | 18. мај 2009. 20.22      | 7 сати 2 минута  |
| 312. | СТС-125            | Двадесет трећа, и последња, шетња свемиром током које је сервисиран телескоп Хабл, али и последња шетња која је спроведена из хипобаричне коморе спејс-шатла. Грансфелд и Фојстел су заменили други модул са батеријама, уградили су сензор за прецизну навигацију број 3, уклонили су оштећене изолационе панеле и на њихово место уградили нове. На крају су скинули заштиту са комуникационе антене телескопа и након инспекције је поново уградили.                                   |                          |                          |                  |
| 313. | МСС Експедиција 20 | Генадиј Падалка Мајкл Берет | 5. јун 2009. 7.52        | 5. јун 2009. 12.46       | 4 сата 54 минута |
| 313. | МСС Експедиција 20 | Током шетње Падалка и Берет су извршили припреме на модулу Звезда за долазак новог Мини-истраживачког модула 2 (рус. Малый исследовательский модуль 2), познатијег као Поиск (рус. По́иск), уградили су антену за пристајање овог модула и фотографисали је за инжењере на Земљи, а затим су фотографисали и теретни кран Стрела 2. |                          |                          |                  |
| 314. | МСС Експедиција 20 | Генадиј Падалка Мајкл Берет | 10. јун 2009. 6.55       | 10. јун 2009. 7.07       | 12 минута        |
| 314. | МСС Експедиција 20 | Ова шетња спроведена је унутар трансферног дела модула Звезда који је сведен на вакуум, тако да Падалка и Берет у ствари нису излазили ван станице, али се на кратко јесу изложили вакууму свемира. Током ове шетње једна врата трансферног дела Звезде замењена су конусним вратима која су омогућила да се нови модул Поиск споји са станицом крајем 2009. године. Поиск ће пристати аутоматски помоћу система КУРС и служиће као додатни модул за пристајање летелица Сојуз и Прогрес. |                          |                          |                  |
| 315. | СТС-127            | Дејвид Вулф Тимоти Копра | 18. јул 2009. 16.19      | 18. јул 2009. 21.51      | 5 сати 32 минута |
| 315. | СТС-127            | Инсталиран је јапански експериментални модул и отворен је сегмента греде. Рад на сегменту је одложен јер је астронаутима понестало времена. |                          |                          |                  |
| 316. | СТС-127            | Дејвид Вулф Томас Маршбурн | 20. јул 2009. 15.27      | 20. јул 2009. 22.20      | 6 сати 53 минута |
| 316. | СТС-127            | Вулф и Маршбурн преместили су резервне делове из теретног простора шатла на платформу за екстерно складиштење бр. 3. Уградња камера на јапански експериментални модул је одложена због мањка времена. |                          |                          |                  |
| 317. | СТС-127            | Дејвид Вулф Кристофер Касиди | 22. јул 2009. 14.32      | 22. јул 2009. 20.31      | 5 сати 59 минута |
| 317. | СТС-127            | Замена батерија (2 од 6 модула) сегмента греде. Шетња је скраћена због повишеног нивоа угљен-диоксида у Касидијевом оделу. |                          |                          |                  |
| 318. | СТС-127            | Томас Маршбурн Кристофер Касиди | 24. јул 2009. 13.54      | 24. јул 2009. 21.06      | 7 сати 12 минута |
| 318. | СТС-127            | Замена преостала четири модула са батеријама сегмента греде. |                          |                          |                  |
| 319. | СТС-127            | Томас Маршбурн Кристофер Касиди | 27. јул 2009. 11.33      | 27. јул 2009. 16.27      | 4 сата 54 минута |
| 319. | СТС-127            | Подешавања изолационих навлака робота Dextre, реконфигурација панела сегмента Z1, уградња камера на јапански експериментални модул. Рад на сегменту греде одложен за неку од следећих мисија. |                          |                          |                  |
| 320. | СТС-128            | Џон Оливас Никол Стот | 1. септембар 2009. 21.49 | 2. септембар 2009. 04.24 | 6 сати 35 минута |
| 320. | СТС-128            | Извршене припреме за замену празног резервоара са амонијаком на левом сегменту греде. Покупљени су експерименти и са платформе на спољашњости модула Колумбо и спаковани у теретни простор шатла за повратак на Земљу. |                          |                          |                  |
| 321. | СТС-128            | Кристер Фуглесанг Џон Оливас | 3. септембар 2009. 22.13 | 4. септембар 2009. 04.51 | 6 сати 39 минута |
| 321. | СТС-128            | Нови резервоар са амонијаком извађен је из теретнг простора шатла док је на његово место уграђен празан резервоар са станице. Нови резервоар, чија је маса била око 800 килограма, најмасивнији је објекат који је транспортован у свемиру а да га је држао астронаут. |                          |                          |                  |
| 322. | СТС-128            | Кристер Фуглесанг Џон Оливас | 5. септембар 2009. 20.39 | 6. септембар 2009. 03.40 | 7 сати 1 минут   |
| 322. | СТС-128            | Припреме за долазак модула Тренкуилити (енгл. Tranquility) повезивањем каблова између десног сегмента греде и модула Јунити. Астронаути су такође заменили сензор за комуникације, уградили две нове антене и заменили један осигурач. |                          |                          |                  |
| 323. | СТС-129            | Мајкл Форман Роберт Сачер | 19. новембар 2009. 14.24 | 19. новембар 2009. 21.01 | 6 сати 37 минута |
| 323. | СТС-129            | Уградили су резервну антену на греду МСС и држач за цеви расхладног система на модул Јунити. Подмазали су хватаљке на бази мобилног система и роботској руци јапанске лабораторије Кибо. Оспособили су систем за спајање опреме на сегменту греде. |                          |                          |                  |
| 324. | СТС-129            | Мајкл Форман Рендолф Бресник | 21. новембар 2009. 14.31 | 21. новембар 2009. 20.39 | 6 сати 8 минута  |
| 324. | СТС-129            | Уградили су (енгл. ) држач на европску лабораторију Колумбо и једну комуникациону антену. На греду су уградили антену за бежичан пренос видео сигнала са камера на оделима астронаута током шетњи свемиром. Преместили су уређај за мерење потенцијала који снима разлику у потенцијалу око станице док се креће око Земље. Поставили су још два држача за стављање опреме на греду. |                          |                          |                  |
| 325. | СТС-129            | Роберт Сачер Рендолф Бресник | 23. новембар 2009. 13.24 | 23. новембар 2009. 19.06 | 5 сати 42 минута |
| 325. | СТС-129            | Уградили су нови резервоар за складиштење гаса под високим притиском на спољашњост хипобаричне коморе Квест. Поставили су нове узорке експеримента и два панела за заштиту од микрометеорида на платформу за екстерно складиштење 2. Затим су поставили изолационе покрове на камере мобилног сервисног система и крај роботске руке Канадарм2. |                          |                          |                  |

|  |  |  |  |

|  |  |  |  |  |

## Шетње у периоду 2010—2014. г.
Почетак и крај шетње дат је по универзалном времену (УТЦ).

#### Шетње свемиром током 2010. г.
| #    | Свемирска летелица | Учесници | Почетак (УТЦ)            | Крај (УТЦ)               | Трајање          |
| 326. | МСС Експедиција 22 | Олег Котов Максим Сурајев | 14. јануар 2010. 10.05   | 14. јануар 2010. 15.49   | 5 сати 44 минута |
| 326. | МСС Експедиција 22 | Опремили су модул Поиск опремом за пристајање летелица Сојуз и Прогрес. |                          |                          |                  |
| 327. | СТС-130            | Роберт Бенкен Николас Патрик | 12. фебруар 2010. 02.17  | 12. фебруар 2010. 08.49  | 6 сати 32 минута |
| 327. | СТС-130            | Уклонили су заштитни покров са левог отвора модула Јунити где је касније током ове шетње свемиром спојен модул Тренквилити (енгл. Tranquility). Такође су преместили платформу са резервним деловима за роботску руку из теретног простора шатла на станицу. На крају су почели спајање каблова новоинсталираног модула Тренквилити како би започело његово активирање. |                          |                          |                  |
| 328. | СТС-130            | Роберт Бенкен Николас Патрик | 14. фебруар 2010. 02.20  | 14. фебруар 2010. 08.14  | 5 сати 54 минута |
| 328. | СТС-130            | Повезали су цеви расхладног система са амонијаком између модула Јунити, Дестини и Тренквилити, а затим су их прекрили термалном изолацијом. Након тога су припремили отвор који гледа ка Земљи модула Тренквилити за премештање Куполе и уградили неколико рукохвата на овај модул. |                          |                          |                  |
| 329. | СТС-130            | Роберт Бенкен Николас Патрик | 17. фебруар 2010. 02.15  | 17. фебруар 2010. 08.03  | 5 сати 48 минута |
| 329. | СТС-130            | Уградили су још цеви расхладног система између модула Јунити и Тренквилити, уклонили су термалну изолацију и стеге за лансирање са Куполе, затим су уградили још рукохвата на модул Тренквилити, а на крају су развели кабл од сегмента греде до модула Јунити, одакле ће током касније шетње бити разведен скроз до руског модула Зарја. |                          |                          |                  |
| 330. | СТС-131            | Ричард Мастракио Клејтон Андерсон | 9. април 2010. 05.31     | 9. април 2010. 11.58     | 6 сати 27 минута |
| 330. | СТС-131            | Преместили су нови резервоар са амонијаком из теретног простора спејс-шатла на привремену локацију за складиштење а затим су развезали цеви са старог резервоара са амонијаком који се налази на сегменту греде. Након тога су покупили за повратак на Земљу узорке јапанског експеримента са семењем, које је било изложено свемиру на спољашњости јапанске лабораторије Кибо, и заменили су жироскоп на сегменту греде који се покварио. На крају шетње, због вишка времена, одрадили су и неке послове заказане за следећу шетњу — отворили су заштитна крилца прозора на модулу Хармони и уклонили лансирне стеге са ротационог држача флексибилних црева (FHRC, енгл. ) на сегменту греде. |                          |                          |                  |
| 331. | СТС-131            | Ричард Мастракио Клејтон Андерсон | 11. април 2010. 05.30    | 11. април 2010. 12.56    | 7 сати 26 минута |
| 331. | СТС-131            | Стари резервоар са амонијаком скинут је са сегмента греде и замењен новим. Затим је нови резервоар кабловима повезан са електричним системом станице, док је повезивање цеви за проток расхладне течности одложено за трећу EVA јер њихова инсталација није протекла по плану, дошло је до проблема са вијцима који причвршћују резервоар за греду. Стари резервоар је премештен на локацију за привремено складиштење, а наслон за стопала је премештен како би био спреман за употребу током следеће . |                          |                          |                  |
| 332. | СТС-131            | Ричард Мастракио Клејтон Андерсон | 13. април 2010. 06.14    | 13. април 2010. 12.36    | 6 сати 24 минута |
| 332. | СТС-131            | Све цеви расхладног система су инсталиране на нови резервоар са амонијаком, док је стари резервоар премештен у теретно простор шатла за повратак на Земљу. Плоче за заштиту од удара микрометеорида скинуте су са хипобаричне коморе Квест јер више нису биле потребне, и астронаути су их вратили у хипобаричну комору шатла за повратак на Земљу унутар вишенаменског логистичког модула Леонардо. На сегменту греде су извршене припреме за уградњу резервне антене, која ће бити извршена током следеће мисије шатла, и наслон за стопала је такође премештен на ову локацију. Уклањање екстерног панела са модула Коломбо одложено је за неку од наредних мисија спејс-шатла јер проблем са вијцима који причвршћују резервоар са амонијаком за греду МСС није решен. Још неке ставке које су планиране за овај излазак у свемир су такође одложене због проблема током друге и треће EVA. |                          |                          |                  |
| 333. | СТС-132            | Герет Рејзман Стивен Боуен | 17. мај 2010. 11.54      | 17. мај 2010. 19.19      | 7 сати 25 минута |
| 333. | СТС-132            | На сегмент греде уграђена је резервна антена, инсталирана је нова платформа са алатима за роботску руку . |                          |                          |                  |
| 334. | СТС-132            | Стивен Боуен Мајкл Гуд | 19. мај 2010. 10.38      | 19. мај 2010. 17.47      | 7 сати 9 минута  |
| 334. | СТС-132            | Поправљена је роботска рука шатла Атлантис, замењене су батерије сегмента греде (4 од укупно 6), и уклоњене су лансирне стеге са антене која је уграђена током прве EVA. |                          |                          |                  |
| 335. | СТС-132            | Мајкл Гуд Герет Рејзман | 21. мај 2010. 10.27      | 21. мај 2010. 17.13      | 6 сати 46 минута |
| 335. | СТС-132            | Замењене су преостале батерије сегмента греде, стављене су спојке на цеви расхладног система између и сегмената греде, а на крају су астронаути оставили додатан алат и опрему у кутије са алатом које се налазе на спољашњости станице. |                          |                          |                  |
| 336. | МСС Експедиција 24 | Фјодор Јурчихин Михаил Корнијенко | 27. јул 2010. 04.11      | 27. јул 2010. 10.53      | 6 сати 42 минута |
| 336. | МСС Експедиција 24 | Опремили су руски Расвјет модул свим антенама и опремом потребном за пристајање летелица уз помоћ аутоматског система за пристајање КУРС. Развели су и повезали каблове за напајање и податке између модула Звезда и Зарја. |                          |                          |                  |
| 337. | МСС Експедиција 24 | Даглас Вилок Трејси Колдвел Дајсон | 7. август 2010. 11.19    | 7. август 2010. 19.22    | 8 сати 3 минута  |
| 337. | МСС Експедиција 24 | Астронаути су покушали да замене пумпу расхладног система која се покварила. Међутим, астронаути нису обавили све постављене задатке јер је дошло до проблема са једном спојком која се заглавила и није хтела да се отвори. Астронаути су морали да спроведу процедуру печења (испаравања амонијака на јакој сунчевој светлости), како би били сигурни да на оделима није остало амонијака, пре повратка у унутрашњост станице. |                          |                          |                  |
| 338. | МСС Експедиција 24 | Даглас Вилок Трејси Колдвел Дајсон | 11. август 2010. 12.27   | 11. август 2010. 19.53   | 7 сати 26 минута |
| 338. | МСС Експедиција 24 | Успешно су скинули покварену пумпу расхладног система са сегмента греде и извршили припреме за уградњу нове пумпе. |                          |                          |                  |
| 339. | МСС Експедиција 24 | Даглас Вилок Трејси Колдвел Дајсон | 16. август 2010. 10.20   | 16. август 2010. 17.40   | 7 сати 20 минута |
| 339. | МСС Експедиција 24 | Завршена је уградња нове пумпе расхладног система. |                          |                          |                  |
| 340. | МСС Експедиција 25 | Фјодор Јурчихин Олег Скрипочка | 15. новембар 2010. 14.55 | 15. новембар 2010. 21.22 | 6 сати 27 минута |
| 340. | МСС Експедиција 25 | Уградили су преносиву вишенаменску радну платформу на модул Звезда, поставили су подупираче између модула Поиск, Звезда и Зарја, рукохвате на модул Пирс и касету експеримента на Поиск модул. Скинули су опрему за пулсни убризгач плазме и научни експеримент са модула Звезда, опрему експеримента ROKVISS, и на крају ТВ камеру са Расвјет модула. Спровели су тест новог експеримента који проверава да ли испод изолације модула на руском сегменту станице постоји контаминација микроорганизмима. Космонаути нису успели да уграде ТВ камеру на нову локацију јер се на месту уградње испречио део изолације. |                          |                          |                  |

|  |  |  |  |

|  |  |  |  |

#### Шетње свемиром током 2011. г.
| #    | Свемирска летелица | Учесници | Почетак (УТЦ)           | Крај (УТЦ)              | Трајање          |
| 341. | МСС Експедиција 26 | Дмитриј Кондратјев Олег Скрипочка | 21. јануар 2011. 14.29  | 21. јануар 2011. 19.52  | 5 сати 23 минута |
| 341. | МСС Експедиција 26 | Двојица космонаута су поставили експерименталну комуникациону антену на надир страну модула Звезда, уклонили су опрему два експеримента, од којих један није радио док се други бавио проучавањем материјала у свемиру. На крају шетње уградили су камеру за пристајање на модул Расвјет. |                         |                         |                  |
| 342. | МСС Експедиција 26 | Дмитриј Кондратјев Олег Скрипочка | 16. фебруар 2011. 13.30 | 16. фебруар 2011. 18.21 | 4 сата 51 минут  |
| 342. | МСС Експедиција 26 | Поставили су два експеримента за праћење сеизмичке активности и муња на Земљи, затим су уклонили два панела са узорцима материјала са модула Зарја, а на крају су одбацили наслон за ноге. |                         |                         |                  |
| 343. | СТС-133            | Алвин Дру Стивен Боуен | 28. фебруар 2011. 15.46 | 28. фебруар 2011. 22.20 | 6 сати 34 минута |
| 343. | СТС-133            | Дру и Боуен уградили су продужни кабл за напајање између модула Јунити и Тренквилити како би се омогућило резервно напајање у случају неког квара. Астронаути су затим скинули пумпу расхладног система, која је замењена у августу претходне године, са привременог места складиштења и поставили је у ближе хипобаричној комори Квест. Дру и Боуен су затим уградили наставак на носач камере која се налази на сегменту греде како би се повећало одстојање од новоинсталиране опреме. Након тога су заменили вођицу на шинама по којима се крећу колица са роботском руком када је потребан рад на удаљеним деловима греде. Последњи задатак шетње био је да једну флашу „напуне“ вакуумом свемира за едукационе сврхе у Јапану. Флаша ће касније бити изложена у склопу сталне поставке једног музеја у Јапану. |                         |                         |                  |
| 344. | СТС-133            | Алвин Дру Стивен Боуен | 2. март 2011. 15.42     | 2. март 2011. 21.56     | 6 сати 14 минута |
| 344. | СТС-133            | Дру је радио на уклањању изолације са платформе, док је Боуен заменио држаче на модулу Коломбо. Боуен је након тога уградио камеру на робот и уклонио део изолације са платформе са електроником. Дру је уградио сијалице за осветљење на теретна колица и поправио изолацију која се одвојила са вентила на једном делу греде. |                         |                         |                  |
| 345. | СТС-134            | Ендру Фојстел Грегори Шемитоф | 20. мај 2011. 07.10     | 20. мај 2011. 13.29     | 6 сати 19 минута |
| 345. | СТС-134            | Скинули су два експеримента и уградили два нова пакета на . Затим су уградили спојке између сегмената на левој страни греде за допуњавање система амонијаком, избацили азот из сервисера амонијака, започели уградњу антене за екстерну комуникацију на лабораторију Дестини, како би се обезбедила комуникација са платформама на удаљеним деловима греде. Међутим, овај посао је одложен због квара на CO2 сензору одела које је носио Шемитоф. |                         |                         |                  |
| 346. | СТС-134            | Ендру Фојстел Мајкл Финк | 22. мај 2011. 06.05     | 22. мај 2011. 14.12     | 8 сати 7 минута  |
| 346. | СТС-134            | Допунили су радијаторе на сегменту греде амонијаком, завршили проветравање система са амонијаком, подмазали су леви и делове робота Dextre. На крају су уградили рукохвате на радијаторе на левој страни станице. |                         |                         |                  |
| 347. | СТС-134            | Ендру Фојстел Мајкл Финк | 25. мај 2011. 05.43     | 25. мај 2011. 12.37     | 6 сати 54 минута |
| 347. | СТС-134            | Уградили су постоље за роботску руку на модулу Зарја, како би се омогућио приступ роботској руци Канадарм руком сегменту станице. Уградили су додатне каблове за размену енергије између америчког и руског дела станице, и завршили су уградњу антене започету током првог изласка у свемир. |                         |                         |                  |
| 348. | СТС-134            | Мајкл Финк Грегори Шемитоф | 27. мај 2011. 04.15     | 27. мај 2011. 11.39     | 7 сати 24 минута |
| 348. | СТС-134            | Спаковали су система на десну греду МСС, покупили хватаљку са леве стране греде да би заменили покварену хватаљку на систему, ослободили стеге са једне од резервних роботских руку Dextre. Заменили термалну изолацију не једном од резервних резервоара са гасом на хипобаричној комори Квест. Овим је завршена изградња Међународне свемирске станице. |                         |                         |                  |
| 349. | МСС Експедиција 28 | Роналд Гаран Мајкл Фосум | 12. јул 2011. 13.22     | 12. јул 2011. 19.53     | 6 сати 31 минут  |
| 349. | МСС Експедиција 28 | Уклонили су покварену пумпу расхладног система са екстерне платформе и поставили је у теретни простор шатла за повратак на Земљу. Експеримент роботског досипања горива (RRM, енгл. Robotics Refueling Mission) премештен је из теретног простора шатла на платформу МСС. Астронаути су затим покупили узорке експеримента са материјалима, ослободили жицу која се заглавила на једној платформи за спајање роботске руке и уградили су термалну изолацију на . |                         |                         |                  |
| 350. | МСС Експедиција 28 | Сергеј Волков Александар Самокутијаев | 3. август 2011. 14.50   | 3. август 2011. 21.13   | 6 сати 23 минута |
| 350. | МСС Експедиција 28 | Ослободили су радио-аматерски сателит , уградили пакете са експериментима на руски сегмент станице, скинули су непотребне антене са Поиск модула и извршили фото–документацију. Првобитно је планирано да се изврши премештање крана Стрела, али је тај посао одложен за неку од наредних шетњи. |                         |                         |                  |

|  |  |  |  |  |

|  |  |  |  |  |

#### Шетње свемиром током 2012. г.
| #    | Свемирска летелица       | Учесници | Почетак (УТЦ)            | Крај (УТЦ)               | Трајање          |
| 351. | МСС Експедиција 30       | Олег Кононенко Антон Шкаплеров | 16. фебруар 2012. 14.31  | 16. фебруар 2012. 20.46  | 6 сати 15 минута |
| 351. | МСС Експедиција 30       | Космонаути су преместили теретни кран Стрела–1 са модула Пирс на модул Поиск. Такође су поставили експеримент са излагањем материјала свемиру и прикупили узорке са доње стране изолације на сервисном модулу Звезда у потрази за живим организмима који су се ту можда настанили. |                          |                          |                  |
| 352. | МСС Експедиција 32       | Генадиј Падалка Јуриј Маленченко | 20. август 2012. 15.37   | 20. август 2012. 21.28   | 5 сати 51 минута |
| 352. | МСС Експедиција 32       | Преместили су теретни кран Стрела–2 са модула Пирс на модул Зарја. Касније су ослободили калибрациони сателит , уградили су пет панела за заштиту од микрометеорида на модул Звезда и прикупили узорке са неколико експеримената. |                          |                          |                  |
| 353. | МСС Експедиција 32       | Сунита Вилијамс Акихико Хошиде | 30. август 2012. 12.16   | 30. август 2012. 20.33   | 8 сати 17 минута |
| 353. | МСС Експедиција 32       | Повезали су два електрична кабла између руског и америчког сегмента станице, стару кутију са осигурачима су заменили новом. Астронаути су имали проблема при уклањању старе кутије и нису успели да до краја завију вијке при уградњи нове, тако да је нова кутија са осигурачима само привезана и остављена да се до краја угради током неке од наредних шетњи. Сви остали задаци планирани за ову шетњу свемиром одложени су за неку у будућности. Ово је трећа најдужа шетња свемиром по времену трајања. |                          |                          |                  |
| 354. | МСС Експедиција 32 EVA 3 | Сунита Вилијамс Акихико Хошиде | 5. септембар 2012. 11.06 | 5. септембар 2012. 17.34 | 6 сати 28 минута |
| 354. | МСС Експедиција 32 EVA 3 | Завршена је уградња кутије са осигурачима, мада се опет јавио проблем са вијцима. Касније је замењена једна од камера на роботској руци Канадарм. Током овог изласка у отворени свемир Сунита Вилијамс оборила је рекорд по времену проведеном шетајући свемиром за жену, који је држала Пеги Витсон. |                          |                          |                  |
| 355. | МСС Експедиција 33       | Сунита Вилијамс Акихико Хошиде | 1. новембар 2012. 12.29  | 1. новембар 2012. 19.07  | 6 сати 38 минута |
| 355. | МСС Експедиција 33       | Изоловали су цурење амонијака у расхладном систему на сегменту греде и преспојили цеви расхладног система тако да се користи стара петља која је стављена ван функције, али је исправна. У склопу ових радова морали су да отворе још један радијатор на греди станице. |                          |                          |                  |

|  |  |  |  |

#### Шетње свемиром током 2013. г.
| #    | Свемирска летелица       | Учесници | Почетак (УТЦ)            | Крај (УТЦ)               | Трајање          |
| 356. | МСС Експедиција 35       | Павел Виноградов Роман Романенко | 19. април 2013. 14.03    | 19. април 2013. 20.41    | 6 сати 38 минута |
| 356. | МСС Експедиција 35       | Поставили су Обстановка експеримент који изучава јоносферу и таласе плазме на спољашњост сервисног модула Звезда. Такође су заменили ретро-рефлектор који се користи приликом пристајања аутоматског брода за снабдевање, а затим су покупили узорке експеримента Биориск. |                          |                          |                  |
| 357. | МСС Експедиција 35       | Кристофер Касиди Томас Маршбурн | 11. мај 2013. 12.44      | 11. мај 2013. 18.14      | 5 сати 30 минута |
| 357. | МСС Експедиција 35       | Извршили су испитивања на целокупном расхладном систему како би утврдили тачну локацију одакле цури амонијак. |                          |                          |                  |
| 358. | МСС Експедиција 36       | Фјодор Јурчихин Александар Мисуркин | 24. јун 2013. 13.32      | 24. јун 2013. 20.06      | 6 сати 34 минута |
| 358. | МСС Експедиција 36       | Заменили су регулатор за контролу протока течности на модулу Зарја, извршили провере на систему за аутоматско пристајање КУРС пред лансирање новог руског модула, уградили су рукохвате на спољашњост руског сегмента. Такође су фотографисали вишеслојну изолацију за заштиту руских модула од микрометеорида и прикупили узорке са спољних површина испод ове вишеслојне заштите у потрази за знацима микроскопских оштећења и замора материјала. |                          |                          |                  |
| 359. | МСС Експедиција 36       | Кристофер Касиди Лука Пармитано | 9. јул 2013. 12.02       | 9. јул 2013. 18.09       | 6 сати 7 минута  |
| 359. | МСС Експедиција 36       | Заменили су пријемник за размену података са Земљом и покретни рефлектор који се налази уз једну камеру. Покупили су узорке и експеримената, фотографисали су Алфа магнетни спектрометар. Затим су развели каблове као припрему за долазак новог руског модула и уградили вишеслојни изолациони покривач на PMA-2. |                          |                          |                  |
| 360. | МСС Експедиција 36       | Кристофер Касиди Лука Пармитано | 16. јул 2013. 11.57      | 16. јул 2013. 13.29      | 1 сат 32 минута  |
| 360. | МСС Експедиција 36       | Развели су додатне каблове за напајање и податке између станице и новог руског модула. Шетња је затим прекинута јер је Пармитано пријавио да му се нагомилава вода унутар кациге. |                          |                          |                  |
| 361. | МСС Експедиција 36       | Фјодор Јурчихин Александар Мисуркин | 16. август 2013. 14.36   | 16. август 2013. 22.05   | 7 сати 29 минута |
| 361. | МСС Експедиција 36       | Развели су каблове за будући руски модул Наука. Такође су уградили конекторе између модула станице и експеримената са материјалима. |                          |                          |                  |
| 362. | МСС Експедиција 36       | Фјодор Јурчихин Александар Мисуркин | 22. август 2013. 11.34   | 22. август 2013. 17.32   | 5 сати 58 минута |
| 362. | МСС Експедиција 36       | Уклонили су експеримент за размену података и комуникацију са Земљом помоћу ласерских зрака и уградили ротирајућу платформу за камеру на сервисни модул Звезда. Затим је извршена инспекција и дотезање изолације на неколико антена на модулу Звезда, и уградња неколико рукохвата за лакше кретање космонаута по спољашњости руског сегмента МСС.                                                                                                 |                          |                          |                  |
| 363. | МСС Експедиција 37       | Олег Котов Сергеј Ризански | 9. новембар 2013. 14.34  | 9. новембар 2013. 20.24  | 5 сати 50 минута |
| 363. | МСС Експедиција 37       | Изнели су олимпијску бакљу Зимских олимпијских игара у Сочију изван МСС. Након тога су наставили рад на уградњи рукохвата и платформи камере. Планирана уградња наслона за ноге одложена је за неку од наредних шетњи јер су космонаути приметили да поравнање није задовољавајуће. |                          |                          |                  |
| 364. | МСС Експедиција 38 EVA 1 | Ричард Мастракио Мајкл Хопкинс | 21. децембар 2013. 12.01 | 21. децембар 2013. 17.29 | 5 сати 28 минута |
| 364. | МСС Експедиција 38 EVA 1 | Уклонили су цеви са пумпе расхладног система, скинули пумпу са десне греде и ставили је у складиште. |                          |                          |                  |
| 365. | МСС Експедиција 38       | Ричард Мастракио Мајкл Хопкинс | 24. децембар 2013. 11.53 | 24. децембар 2013. 19.23 | 7 сати 30 минута |
| 365. | МСС Експедиција 38       | Покупили су нову пумпу и уградили је на десну греду, а затим је и повезали са остатком расхладног система МСС. |                          |                          |                  |
| 366. | МСС Експедиција 38       | Олег Котов Сергеј Ризански | 27. децембар 2013. 13.00 | 27. децембар 2013. 21.07 | 8 сати 7 минута  |
| 366. | МСС Експедиција 38       | Космонаути су покушали да уграде две комерцијалне камере високе дефиниције за надгледање Земље на сервисни модул Звезда, али је рад прекинут јер једна од камера није слала податке контроли мисије током иницијалних тестова. Током шетње је успешно замењена опрема за подршку током шетњи свемиром док је стара одбачена да сагори у атмосфери. Најдужа руска шетња свемиром у историји.                                                         |                          |                          |                  |

|  |  |  |  |  |

|  |  |  |  |

#### Шетње свемиром током 2014. г.
| #    | Свемирска летелица | Учесници | Почетак (УТЦ)           | Крај (УТЦ)              | Трајање          |
| 367. | МСС Експедиција 38 | Олег Котов Сергеј Ризански | 27. јануар 2014. 14.00  | 27. јануар 2014. 20.08  | 6 сати 8 минута  |
| 367. | МСС Експедиција 38 | Космонаути су успешно уградили једну од две камере високе дефиниције (камеру високе резолуције), док је друга камера (камера средње резолуције) уграђена али није у потпуности прорадила. Фотографисали су одређене електричне везе како би утврдили извор проблема са другом камером. На крају су покупили једну касету експеримента СКК. |                         |                         |                  |
| 368. | МСС Експедиција 39 | Ричард Мастракио Стивен Свонсон | 23. април 2014. 13.56   | 23. април 2014. 15.32   | 1 сат 36 минута  |
| 368. | МСС Експедиција 39 | Мастракио и Свонсон су изашли у кратку шетњу свемиром чији је главни задатак био замена резервног мултиплексер/демултиплексер уређаја, или скраћено МДМ (енгл. Multiplexer/Demultiplexer). Овај уређај је престао да ради 11. априла, налази се на сегменту греде, и један је од 45 таквих уређаја на МСС (24 интерна и 21 екстерни). Иако овај уређај служи само као резерва, шетња је била неопходна да би се обезбедила сигурност рачунарског система у случају изненадних кварова. Астронаути су без проблема одвили три вијка, скинули стари и поставили нови уређај МДМ. Након завршетка тог посла, камерама су документовали уређај како би инжењери на Земљи потврдили да је све у реду, а затим су фотографисали један другог и спољашњост станице и упутили се ка хипобаричној комори Квест. |                         |                         |                  |
| 369. | МСС Експедиција 40 | Александар Скворцов Олег Артемијев | 19. јун 2014. 14.10     | 19. јун 2014. 21.33     | 7 сати 23 минута |
| 369. | МСС Експедиција 40 | Скворцову и Артемијеву је ово био први излазак у отворени свемир. Примарни задаци космонаута били су фокусирани на екстеријер сервисног модула Звезда. Прво је требало да космонаути уграде антену која служи за слање телеметрије и података на Земљу. Дошли су на локацију уградње, али се убрзо јавио проблем са једним од три вијка који причвршћују антену, па су морали да користе алтернативно решење и одлучено је да тај крај причврсте жицом. Приликом овог посла један од космонаута постао је веома фрустриран спорим напретком, почео је да виче преко радио–везе и да убрзано дише. Контролори са Земље су одлучили да космонаути направе паузу, смире се, и затим наставе посао. Након што је антена успешно инсталирана, Скворцов и Артемијев преместили су један од експеримената на екстеријеру Звезде, затим је Скворцов прикупио узорке са ивица једног од прозора овог модула, како би се установило да ли има деградације заптивног материјала. Након тога су отишли до платформе на којој су камере високе резолуције, извршили су инспекцију и дотегли неколико вијака на њој. Сви послови након уградње антене су завршени брже него што је планирано, па су успели да уштеде довољно времена да одраде и један недовршен посао од претходне шетње. Преместили су неколико експеримената са једног металног носача, а затим су тај носач одбацили у свемир. Пре повратка у хипобаричну комору космонаути су очистили крпом рукавице на својим свемирским оделима, а затим су ту крпу одбацили у свемир. |                         |                         |                  |
| 370. | МСС Експедиција 40 | Александар Скворцов Олег Артемијев | 18. август 2014. 16.02  | 18. август 2014. 21.13  | 5 сати 11 минута |
| 370. | МСС Експедиција 40 | Одмах по напуштању хипобаричне коморе модула Пирс, Артемијев је ослободио перуански наносателит Часки 1 који је опремљен са две камере за прикупљање фотографија у видљивом и инфра–црвеном делу спектра. Након тога космонаути су поставили експеримент EXPOSE-R2, у оквиру којег ће се посматрати утицај свемира на биоматеријале и екстремофиле, а резултати овог експеримента ће помоћи при развоју стратегија за детекцију прошлих или тренутних живих организама роботским сондама на површини Марса. Затим су космонаути покупили узорке материјала експеримента СКК, и заменили их новим, који ће бити изложени вакууму свемира одређено време. На крају су прикупили узорке са обода прозора на модулу Звезда. Ово је рађено и током претходних излазака у отворени свемир, а циљ је да се током времена посматра да ли долази до накупљања било каквог материјала на површинама летелица током дугог боравка у свемиру. При повратку у модул Пирс, космонаути су детаљно фотографисали све површине модула Звезда и Зарја прекривене изолацијом, како би инжењери на Земљи установили да ли је на неким местима дошло до њене деградације. Видео 1, 2, 3, 4 |                         |                         |                  |
| 371. | МСС Експедиција 41 | Грегори Вајзман Александар Герст | 7. октобар 2014. 12.30  | 7. октобар 2014. 18.43  | 6 сати 13 минута |
| 371. | МСС Експедиција 41 | Први излазак у отворени свемир за оба астронаута. Вајзман је носио одело са црвеним пругама, док је Герст носио одело без пруга. Први задатак за астронауте био је да преместе покварену пумпу расхладног система на екстерну платформу за складиштење (ESP-2, енгл. External Stowage Platform-2), која се налази одмах поред хипобаричне коморе Квест. Пумпа је привремено складиштена на греду станице приликом једне од претходних шетњи, када су је астронаути Мајк Хопкинс и Рик Мастракио заменили резервном. Герст се попео на крај роботске руке Канадарм, којом је управљао астронаут Буч Вилмор из Куполе, и држао пумпу приликом релокације. По завршетку овог задатка, Вајзман је остао да среди радно место, док је Герст прешао на замену једног рефлектора за осветљење екстерних површина станице, који је престао да ради. Након тога, Вајзман и Герст су заједно уградили резервни систем напајања за мобилни транспортер, који се користи приликом релокације опреме са једног на други крај греде. Видео 1, 2, 3, 4 |                         |                         |                  |
| 372. | МСС Експедиција 41 | Грегори Вајзман Бари „Буч“ Вилмор | 15. октобар 2014. 12.16 | 15. октобар 2014. 18.50 | 6 сати 34 минута |
| 372. | МСС Експедиција 41 | Први излазак у отворени свемир за Буча Вилмора, који је током ове шетње носио одело без пруга, док је Вајзману ово друга шетња свемиром у свега седам дана. По изласку из хипобаричне коморе, Вајзман и Вилмор су се упутили ка сегменту греде станице, на којем се налази опрема која регулише рад соларних панела станице. Задатак астронаута, уједно и најважнија ставка ове шетње, био је да замене регулатор напона струјног круга 3А МСС, који је престао да ради, тако да је струјни круг 3А био ван функције. Станица поседује осам струјних кругова, а сваки од њих има примарни А и резервни Б круг. Након квара регулатора напона, који одржава напон у струјном кругу на константних 160 V, резервни круг Б је преузео напајање, али је било важно што пре заменити покварени регулатор како би се осигурало снабдевање станице електричном енергијом. Астронаути су сачекали пар минута након уласка у ноћни сегмент орбите станице како би били сигурни да нема потенцијала између регулатора и њих, а након тога су извршили замену. Након тога, астронаути су прешли на следећи задатак, премештање платформе за стопала и камере са рефлектором са на сегмент греде. Ове радње су припрема за премештање Сталног вишенаменског модула (PMM, енгл. Permanent Multipurpose Module) на лето 2015. године чиме ће се, уз релокацију још неких елемената, ослободити места за пристајање капсула са људском посадом. Након премештања камере, на њу је уграђен примопредајник за пренос сигнала са камера које се налазе на кацигама свемирских одела (WETA, енгл. Wireless External Transceiver Assembly), чиме се обезбеђује директан пренос током свемирских шетњи. Последњи задатак за астронауте био је да уграде нову камеру на сегменту греде. Ова камера омогућава бољу покривеност приликом пристајања аутоматских бродова за снабдевање станице (Прогрес, Сигнус и Драгон), а такође ће бити од помоћи приликом пристајања капсула са људском посадом од 2017. године (Драгон и ). Уградња камере прошла је без икаквих проблема, након чега су астронаути и контролори на Земљи прогласили „победу“ и привели шетњу крају. Видео 1, 2, 3, 4 |                         |                         |                  |
| 373. | МСС Експедиција 41 | Максим Сурајев Александар Самокутијаев | 22. октобар 2014. 13.28 | 22. октобар 2014. 17.06 | 3 сата 38 минута |
| 373. | МСС Експедиција 41 | Сурајев и Самокутијаев су одмах по изласку из хипобаричне коморе модула Пирс руског сегмента МСС отишли до експеримента Радиометрија, уклонили га, а затим одбацили да сагори при уласку у атмосферу. Затим су отишли до експеримента Expose-R, уклонили заштитни прекривач и сликали узроке материјала који се у њему налазе. Након тога, космонаути су прешли на демонтирање две антене система за аутоматско пристајање КУРС, које су се налазиле на модулу Поиск. Ове антене су уклоњене јер ће се овај модул у будућности користити као примарна хипобарична комора из које ће се спроводити изласци у отворени свемир руских чланова посаде станице, након што се модул Пирс уклони и на његово место дође нови руски модул Наука. Космонаути су успешно одвили по четири вијка који су причвршћивали антене, и специјалним клештима пресекли сигурносне каблове, а након тога су одбацили обе антене у свемир. Процењује се да ће оне и претходно одбачена антена експеримента Радиометрија остати у орбити неколико месеци пре него што уђу у атмосферу и изгоре, али њихова орбита неће представљати опасност по МСС. Последњи задатак био је да детаљно фотографишу све површине руских модула МСС, како би инжењери на Земљи утврдили да ли постоје оштећења од микрометеорида, или друга оштећења. За овај задатак космонаути су користили две GoPro камере. По завршетку овог задатка Сурајев и Самокутијаев су се вратили у хипобаричну комору Пирс и тако завршили шетњу, која је трајала два и по сата мање од планираних шест сати. Видео |                         |                         |                  |

- Мастракио ради на замени МДМ–а
- Рид Вајзман ради близу хипобаричне коморе Квест
- Александар Герст снимио је селфи приликом шетње свемиром
- Скворцов и Артемјев раде на МСС
- Скворцов и Артемјев раде на МСС